# Liste des épisodes de Spectacular Spider-Man (comic book)
Pour un article plus général, voir Liste des épisodes de Spider-Man.

## The Spectacular Spider-Man Magazine
The Spectacular Spider-Man est un magazine en deux numéros. Le premier, en noir et blanc, était une tentative pour Marvel d'investir le marché des comics en noir et blanc. Les histoires des deux numéros, qui se déroulent aux alentours des numéros 60 d'Amazing Spider-Man, ont été republiées par la suite : au sein du #116 d'Amazing pour le #1, et au sein de l'Annual #9 pour le #2.
| Numéro | Titre | Scénariste | Dessinateur | Date de publication |
| --- | --- | --- | --- | --- |
| | | | | |
| 1 | | | | Juillet 1968 |
| | (Lo, This Monster!) | Stan Lee | John Romita Sr. et Jim Mooney | |
| Tout New York ne parle que de Richard Raleigh, un homme politique charismatique qui se présente aux élections municipales. Spider-Man se retrouve attaqué par un géant, qui réussit à s'échapper. Il se rend à un meeting de Raleigh avec Gwen, MJ et Harry. Peter remarque que le plafond risque de s'effondrer, et, sans son costume, il profite de l'obscurité pour grimper au plafond, utiliser sa toile pour l'empêcher de s'écrouler, et faire évacuer la salle. En apprenant que George Stacy enquête sur son passé louche, Raleigh envoie le géant l'attaquer, alors que Peter est sur le point d'emmener Gwen à un rendez-vous amoureux. Enfilant son costume, il sauve George. | | | | |
| | (In the beginning...) | Stan Lee | Larry Lieber aidé de Bill Everett | |
| L'histoire est une réécriture d'Amazing Fantasy #15. | | | | |
| Remarques | La première histoire est remontée et réorganisée au sein d'Amazing Spider-Man #116.                                                                           | La première histoire est remontée et réorganisée au sein d'Amazing Spider-Man #116.                                                                           | La première histoire est remontée et réorganisée au sein d'Amazing Spider-Man #116.                                                                           | La première histoire est remontée et réorganisée au sein d'Amazing Spider-Man #116.                                                                           |
| | | | | |
| 2 | Le Bouffon est lâché (The Goblin lives!) | Stan Lee | John Romita Sr. et Jim Mooney | Novembre 1968 |
| Après une conférence du capitaine Stacy sur le Bouffon Vert, Norman Osborn, hospitalisé, reprend conscience de son ancien état et redevient le Bouffon Vert. Peter et Gwen apprennent d'Harry que Norman s'est enfui de l'hôpital ; Peter comprend qu'il se prépare pour sa vengeance. Norman invite Harry, MJ, Gwen et Peter à déjeuner, et met petit à petit la pression sur Peter. Les deux hommes se confrontent dans une bataille homérique. Spider-Man utilise une citrouille de gaz hallucinogène contenue dans la boîte à malices du Bouffon Vert pour lui faire perdre à nouveau la mémoire. Norman est de nouveau hospitalisé.                                                 | | | | |
| Remarques | Histoire republiée au sein d'Amazing Spider-Man Annual #9. Le troisième numéro de Spectacular Spider-Man annoncé à la fin (The TV Terror) n'est jamais sorti. | Histoire republiée au sein d'Amazing Spider-Man Annual #9. Le troisième numéro de Spectacular Spider-Man annoncé à la fin (The TV Terror) n'est jamais sorti. | Histoire republiée au sein d'Amazing Spider-Man Annual #9. Le troisième numéro de Spectacular Spider-Man annoncé à la fin (The TV Terror) n'est jamais sorti. | Histoire republiée au sein d'Amazing Spider-Man Annual #9. Le troisième numéro de Spectacular Spider-Man annoncé à la fin (The TV Terror) n'est jamais sorti. |
| | | | | |

### Peter Parker: Spectacular Spider-Man
La série Peter Parker : Spectacular Spider-Man débute à la fin de l'année 1976. L'objectif de ce comic book, qui se déroule dans la même continuité qu'Amazing Spider-Man, est de donner plus de place à la vie personnelle de Peter Parker, et moins à celle de Spider-Man.

#### Les années en doctorat (#1 - #74)
| Numéro | Titre                                                                                 | Scénariste                                                                            | Dessinateur                                                                           | Date de publication                                                                   |
| --- | ------------------------------------------------------------------------------------- | ------------------------------------------------------------------------------------- | ------------------------------------------------------------------------------------- | ------------------------------------------------------------------------------------- |
| |                                                                                       |                                                                                       |                                                                                       |                                                                                       |
| 1 | La Tarentule pique deux fois (Twice stings the Tarentula)                             | Gerry Conway                                                                          | Sal Buscema                                                                           | Décembre 1976                                                                         |
| Alors que Spider-Man prend discrètement des photos d'Edward Lansky, le vice-président d'ESU, l'individu est enlevé par la Tarentule et ses hommes. Sur l'ordre d'un mystérieux commanditaire, la Tarentule s'apprête ensuite à enlever le maire de New York mais Spider-Man intervient juste à temps. La Tarentule s'échappe. |                                                                                       |                                                                                       |                                                                                       |                                                                                       |
| Remarques | PP:SSM #1 se déroule entre ASM #164 et ASM #165. Première apparition d'Edward Lansky. | PP:SSM #1 se déroule entre ASM #164 et ASM #165. Première apparition d'Edward Lansky. | PP:SSM #1 se déroule entre ASM #164 et ASM #165. Première apparition d'Edward Lansky. | PP:SSM #1 se déroule entre ASM #164 et ASM #165. Première apparition d'Edward Lansky. |
| |                                                                                       |                                                                                       |                                                                                       |                                                                                       |
| 2 | Kraven, dit le chasseur (Kraven is the hunter)                                        | Gerry Conway et Sal Buscema                                                           | Sal Buscema                                                                           | Janvier 1977                                                                          |
| La Tarentule, associée à Kraven, doit enlever Richard Gorman, président de l'université. Pendant ce temps, Curt Connors se sent de moins en moins bien à cause de l'explosion de la machine qu'il a utilisée pour redonner ses forces à Spidey (ASM #164). Glory Grant devient la nouvelle secrétaire de Jameson grâce à Peter. Spider-Man part ensuite enquêter sur les rapts commis par la Tarentule mais il doit d'abord se débarrasser de Kraven. Pendant ce temps, la Tarentule se fait piéger par son commanditaire. |                                                                                       |                                                                                       |                                                                                       |                                                                                       |
| Remarques | PP:SSM #2 se déroule entre ASM #164 et ASM #165.                                      | PP:SSM #2 se déroule entre ASM #164 et ASM #165.                                      | PP:SSM #2 se déroule entre ASM #164 et ASM #165.                                      | PP:SSM #2 se déroule entre ASM #164 et ASM #165.                                      |
| |                                                                                       |                                                                                       |                                                                                       |                                                                                       |
| 3 | Alors surgit Luminex (...And there was Lightmaster)                                   | Jim Shooter, Gerry Conway                                                             | Sal Buscema                                                                           | Février 1977                                                                          |
| La Tarentule parvient à s'échapper mais elle est neutralisée par un nouveau super-vilain, Luminex. Flash invite Peter et Glory au restaurant, mais ils tombent sur Sha-Shan, qui refuse de voir Flash ; ce dernier quitte le restaurant. Luminex enlève ensuite le conseiller Goldin malgré l'intervention de Spider-Man. Spider-Man découvre que Luminex n'est autre qu'Edward Lansky qui avait simulé son enlèvement. |                                                                                       |                                                                                       |                                                                                       |                                                                                       |
| Remarques | PP:SSM #3 se déroule entre ASM #164 et ASM #165. Première apparition de Luminex.      | PP:SSM #3 se déroule entre ASM #164 et ASM #165. Première apparition de Luminex.      | PP:SSM #3 se déroule entre ASM #164 et ASM #165. Première apparition de Luminex.      | PP:SSM #3 se déroule entre ASM #164 et ASM #165. Première apparition de Luminex.      |
| |                                                                                       |                                                                                       |                                                                                       |                                                                                       |
| 4 | Vautour, oiseau de proie (The Vulture is a bird of prey)                              | Archie Goodwin                                                                        | Sal Buscema                                                                           | Mars 1977                                                                             |
| Peter se remet de sa dernière confrontation avec Stegron et le Lézard (ASM #166). Alors qu'il se rend au restaurant où Flash et lui ont croisé Sha-Shan, il tombe dans la rue sur le Vautour. Celui-ci cherche à se venger de Spider-Man : il enlève plusieurs otages pour l'obliger à le combattre. Leur combat est interrompu par l'arrivée d'un chasseur de primes. |                                                                                       |                                                                                       |                                                                                       |                                                                                       |
| Remarques | PP:SSM #4 se déroule entre ASM #166 et ASM #167.                                      | PP:SSM #4 se déroule entre ASM #166 et ASM #167.                                      | PP:SSM #4 se déroule entre ASM #166 et ASM #167.                                      | PP:SSM #4 se déroule entre ASM #166 et ASM #167.                                      |
| |                                                                                       |                                                                                       |                                                                                       |                                                                                       |
| 5 | Spidey doit mourir (Spider-kill)                                                      | Archie Goodwin                                                                        | Sal Buscema et Mike Esposito                                                          | Avril 1977                                                                            |
| Alors que Spider-Man et le Vautour s'affronte, un troisième personnage, Hitman, intervient dans la bagarre. Lors d'un nouveau combat, le Vautour reçoit une balle qu'Hitman destinait à Spider-Man. Ayant défait son adversaire, Spidey rentre chez lui. Pendant ce temps, Flash essaie de retrouver Sha-Shan, mais le propriétaire du restaurant vietnamien lui ment en lui disant qu'il ne sait pas où elle est. |                                                                                       |                                                                                       |                                                                                       |                                                                                       |
| Remarques | PP:SSM #5 se déroule entre ASM #166 et ASM #167.                                      | PP:SSM #5 se déroule entre ASM #166 et ASM #167.                                      | PP:SSM #5 se déroule entre ASM #166 et ASM #167.                                      | PP:SSM #5 se déroule entre ASM #166 et ASM #167.                                      |
| |                                                                                       |                                                                                       |                                                                                       |                                                                                       |
| 6 | Pouvoir purgatif (The power to purge)                                                 | Gerry Conway                                                                          | Ross Andru                                                                            | Mai 1977                                                                              |
| Assoiffé de sang, Morbius s'attaque à plusieurs personnes. Spider-Man et la Torche se rendent sur le campus de State University pour demander des conseils à un professeur de biologie qui connaissait Morbius. Au même moment, le vampire attaque un clochard dans le parc de l'université. Ils unissent leurs efforts pour le combattre mais ce dernier fuit. |                                                                                       |                                                                                       |                                                                                       |                                                                                       |
| Remarques | PP:SSM #6 se déroule après ASM #169.                                                  | PP:SSM #6 se déroule après ASM #169.                                                  | PP:SSM #6 se déroule après ASM #169.                                                  | PP:SSM #6 se déroule après ASM #169.                                                  |
| |                                                                                       |                                                                                       |                                                                                       |                                                                                       |
| 7 | Gare à Morbius (Cry mayhem... Cry Morbius)                                            | Archie Goodwin                                                                        | Sal Buscema et Jim Mooney                                                             | Juin 1977                                                                             |
| Alors qu'il marche dans la rue, Peter voit Morbius en train d'enlever Glory Grant. Spider-Man le poursuit mais il arrive à s'échapper. May et Anna Watson préparent des pancartes pour leur manifestation en faveur des droits des personnes âgées. Spider réussit à retrouver Morbius et Glory. |                                                                                       |                                                                                       |                                                                                       |                                                                                       |
| Remarques | PP:SSM #7 se déroule après ASM #169.                                                  | PP:SSM #7 se déroule après ASM #169.                                                  | PP:SSM #7 se déroule après ASM #169.                                                  | PP:SSM #7 se déroule après ASM #169.                                                  |
| |                                                                                       |                                                                                       |                                                                                       |                                                                                       |
| 8 | Un seul doit survivre (...And only one shall survive)                                 | Archie Goodwin                                                                        | Sal Buscema                                                                           | Juillet 1977                                                                          |
| Morbius est sous l'emprise de l'Empathoïde, un être qui se nourrit de violentes émotions. Il investit ensuite le corps de Spider-Man. Pendant ce temps, Flash Thompson qui a retrouvé Sha Shan apprend qu'elle est mariée. Au cours du combat final entre Spider-Man et Morbius, Spider-Man se retrouve dans l'enceinte d'un stade de football. Devant un déferlement de tant d'émotions, l'Empathoïde se retrouve en surcharge. |                                                                                       |                                                                                       |                                                                                       |                                                                                       |
| |                                                                                       |                                                                                       |                                                                                       |                                                                                       |
| 9 | Tigre, Tigre dans la nuit (...Like a Tiger in the night)                              | Bill Mantlo                                                                           | Sal Buscema                                                                           | Août 1977                                                                             |
| Les vacances de printemps s'achèvent et les étudiants d'ESU reprennent le chemin des cours. Le président de l'université annonce que les cours du soir sont supprimés, ce qui déclenche des manifestations étudiantes. Le criminel latino-américain, le Tigre blanc, s'introduit dans l'université pour dérober un ancien manuscrit de grande valeur. Il s'en prend ensuite au Pr. Ramon Vasquez, mais Spider-Man intervient. |                                                                                       |                                                                                       |                                                                                       |                                                                                       |
| |                                                                                       |                                                                                       |                                                                                       |                                                                                       |
| 10 | Le Tigre dans la toile (Tiger in a web)                                               | Bill Mantlo                                                                           | Sal Buscema                                                                           | Septembre 1977                                                                        |
| Spider-Man et le Tigre blanc s'affrontent sur le campus. Ils se rendent compte que c'est Vasquez qui avait organisé le vol du manuscrit afin qu'ESU conserve les cours du soir. Spidey et le Tigre blanc se rendent compte qu'ils sont du même côté, celui de la justice, et décident d'une trêve. |                                                                                       |                                                                                       |                                                                                       |                                                                                       |
| |                                                                                       |                                                                                       |                                                                                       |                                                                                       |
| 11 | Une vie trop tard (A life too far)                                                    | Chris Claremont                                                                       | Jim Mooney                                                                            | Octobre 1977                                                                          |
| Spider-Man combat les Inhumains qui ont dérobé un antidote pour soigner l'un des leurs mais qui est également nécessaire à la survie d'un jeune homme blessé. |                                                                                       |                                                                                       |                                                                                       |                                                                                       |
| |                                                                                       |                                                                                       |                                                                                       |                                                                                       |
| 12 | Frère Pouvoir, Sœur Soleil (Brother Power, Sister Sun)                                | Bill Mantlo                                                                           | Sal Buscema, Mike Esposito et Frank Giacoia                                           | Novembre 1977                                                                         |
| Frère Pouvoir et Sœur Soleil, qui n'est autre que Sha Shan, recrutent pour une secte. Flah Thompson essaient de s'interposer mais il est rapidement neutralisé. Spider-Man intervient à son tour. |                                                                                       |                                                                                       |                                                                                       |                                                                                       |
| |                                                                                       |                                                                                       |                                                                                       |                                                                                       |
| 13 | L'arrivée de Razorback (The coming of Razorback)                                      | Bill Mantlo                                                                           | Sal Buscema                                                                           | Décembre 1977                                                                         |
| Spider-Man et Flash Thompson reçoivent l'aide de Razorback pour délivrer Sha Shan de l'emprise de son époux, Frère Pouvoir. Celui-ci travaille en fait pour le Maître de la Haine. Spider-Man, Flash et Razorback sont faits prisonniers et se retrouvent enchaînés alors qu'une bombe va exploser. |                                                                                       |                                                                                       |                                                                                       |                                                                                       |
| |                                                                                       |                                                                                       |                                                                                       |                                                                                       |
| 14 | À très petit feu...La haine tue (Killing me softly...With his hate)                   | Bill Mantlo                                                                           | Sal Buscema                                                                           | Janvier 1978                                                                          |
| Spider-Man, Flash Thompson et Razorback parviennent à s'échapper mais le Maître de la Haine contrôle leurs émotions et oblige Spider-Man et Razorback à se battre l'un contre l'autre. Au moment où Spider-Man s'apprête à tuer Razorback, Flash détourne l'attention du Maître de la Haine rompant ainsi son emprise psychique sur Spider-Man. |                                                                                       |                                                                                       |                                                                                       |                                                                                       |
| |                                                                                       |                                                                                       |                                                                                       |                                                                                       |
| 15 | Fureur ultime (The final rage)                                                        | Bill Mantlo                                                                           | Sal Buscema                                                                           | Février 1978                                                                          |
| Alors que Frère Pouvoir et Sha Shan continue de haranguer les fidèles, le Maître de la Haine, grâce à son amplificateur de haine, pousse la foule à attaquer Spider-Man et Razorback. Spider-Man parvient à le battre et il meurt dans une explosion ainsi que Frère Pouvoir. |                                                                                       |                                                                                       |                                                                                       |                                                                                       |
| |                                                                                       |                                                                                       |                                                                                       |                                                                                       |
| 16 | Un scarabée et un badge (The beetle and the badge)                                    | Elliot S. Maggin                                                                      | Sal Buscema                                                                           | Mars 1978                                                                             |
| Le Scarabée tente de s'emparer d'une mallette contenant un million de dollars. Spider-Man parvient l'arrêter avec l'aide de l'inspecteur Joe Macone. |                                                                                       |                                                                                       |                                                                                       |                                                                                       |
| |                                                                                       |                                                                                       |                                                                                       |                                                                                       |
| 17 | Qu'arrive-t-il donc à Iceberg (Whatever happened to the Iceman)                       | Bill Mantlo                                                                           | Sal Buscema                                                                           | Avril 1978                                                                            |
| Peter Parker rencontre Angel pour l'interviewer à la suite de la séparation de l'équipe des Champions. Peu Après, Spider-Man assiste à une discussion animée entre Angel et un homme cloué dans un fauteuil roulant et recouvert de bandages. Celui-ci tient Ravage sous son emprise et l'oblige à combattre Angel. Spider-Man intervient mais lorsque le costume de Ravage explose c'est Iceberg qui apparaît, contrôlé par l'homme aux bandages, le véritable Ravage. |                                                                                       |                                                                                       |                                                                                       |                                                                                       |
| |                                                                                       |                                                                                       |                                                                                       |                                                                                       |
| 18 | Mon ennemi...Mon vieux copain (My friend, my foe)                                     | Bill Mantlo                                                                           | Sal Buscema                                                                           | Mai 1978                                                                              |
| Angel raconte à Spider-Man comment Ravage est parvenu à contrôler Iceberg lors d'une visite à l'hôpital où il était soigné. Lors du combat avec Spider-Man, Iceberg retrouve ses esprits et Angel ramène Ravage à l'hôpital. |                                                                                       |                                                                                       |                                                                                       |                                                                                       |
| |                                                                                       |                                                                                       |                                                                                       |                                                                                       |
| 19 | Exécuteurs, c'est reparti! (Again, the Enforcers!)                                    | Bill Mantlo                                                                           | Sal Buscema                                                                           | Juin 1978                                                                             |
| Luminex engage les Exécuteurs pour se débarrasser de Spider-Man. Ceux-ci pénètrent dans un bar et prennent plusieurs clients en otage dont Flash Thompson et Hector Ayala alias le Tigre blanc. À l'insu de la police et des reporters qui filment la scène, Spider-Man pénètre dans le bar et se débarrasse facilement des Exécuteurs. Luminex, qui observe la scène, est persuadé que Spider-Man n'est autre qu'Hector Alaya. |                                                                                       |                                                                                       |                                                                                       |                                                                                       |
| |                                                                                       |                                                                                       |                                                                                       |                                                                                       |
| 20 | Où étais-tu quand on a coupé le jus? (Where were you when the lights went out)        | Bill Mantlo                                                                           | Sal Buscema                                                                           | Juillet 1978                                                                          |
| Le prenant pour Spider-Man, Luminex enlève Hector Alaya sous les yeux de Peter Parker. Spider-Man arrive dans le repaire de Luminex au moment où celui-ci s'apprête à révéler à la télévision l'identité de Spider-Man. À son grand désappointement, il s'aperçoit qu'Hector Alaya est le Tigre blanc. En tentant de tuer Spider-Man, Luminex se met en surcharge et se désintègre. Cette histoire connaît une suite dans ASM #203. |                                                                                       |                                                                                       |                                                                                       |                                                                                       |
| |                                                                                       |                                                                                       |                                                                                       |                                                                                       |
| 21 | Dingue...Et ça ne s'arrange pas (Still crazy after all these years)                   | Bill Mantlo                                                                           | Jim Mooney                                                                            | Août 1978                                                                             |
| Mary Jane Watson explique à Peter Parker qu'elle ne se sent pas prête pour se marier. Déprimé, il doit affronter le Scorpion qui une fois de plus tente de s'en prendre à J. Joanh Jameson. |                                                                                       |                                                                                       |                                                                                       |                                                                                       |
| |                                                                                       |                                                                                       |                                                                                       |                                                                                       |
| 22 | Au clair de la lune, mon ami Moon Knight (By the light of the silvery Moon Knight)    | Bill Mantlo                                                                           | Mike Zeck                                                                             | Septembre 1978                                                                        |
| Un nouveau super-héros, le Chevalier de la Lune, alias Moon Knight, fait trembler la Maggia. Lorsque Spider-Man veut interroger un assassin de la Maggia, il se retrouve confronté à lui. |                                                                                       |                                                                                       |                                                                                       |                                                                                       |
| |                                                                                       |                                                                                       |                                                                                       |                                                                                       |
| 23 | Qui est enterré dans le tombeau de Grant? (Guess who's buried in Grant's tomb)        | Bill Mantlo                                                                           | Jim Mooney                                                                            | Octobre 1978                                                                          |
| Alors que Spider-Man combat le Chevalier de la Lune, Cyclone apparaît. Spider-Man et le Chevalier de la Lune s'unissent pour pénétrer dans le quartier général de la Maggia et affronter Cyclone et les hommes de main du Grand M, le chef de la Maggia. |                                                                                       |                                                                                       |                                                                                       |                                                                                       |
| |                                                                                       |                                                                                       |                                                                                       |                                                                                       |
| 24 | Coup de fièvre nocturne (Spider-Man night fever)                                      | Bill Mantlo                                                                           | Frank Springer                                                                        | Novembre 1978                                                                         |
| Peter Parker et ses amis partent danser dans une discothèque. Mais le chanteur de la boîte de nuit hypnotise les danseurs pour leur voler leur argent. Peter parvient à résister en se bouchant les oreilles avec sa toile d'araignée. Après avoir enfilé son costume de Spider-Man, il défait Hypno-Hustler. |                                                                                       |                                                                                       |                                                                                       |                                                                                       |
| |                                                                                       |                                                                                       |                                                                                       |                                                                                       |
| 25 | Carrion, fils dévoyé (Carrion, my wayward on)                                         | Bill Mantlo                                                                           | Jim Mooney                                                                            | Décembre 1978                                                                         |
| Un super-vilain, Carrion, propose au Grand M, chef de la Maggia, de se débarrasser de Spider-Man. Dans la nuit, le Tigre blanc puis Spider-Man affrontent plusieurs malfrats. Sur les lieux d'un cambriolage, Spider-Man se retrouve confronté à un androïde métamorphe, Tri-Man, contrôlé par le Grand M qui se fait appeler le Maraudeur masqué. Ce dernier aveugle Spider-Man d'une décharge d'opti-rafales. |                                                                                       |                                                                                       |                                                                                       |                                                                                       |
| |                                                                                       |                                                                                       |                                                                                       |                                                                                       |
| 26 | Mes yeux ont contemplé ta gloire (Mine eyes have seen the glory)                      | Bill Mantlo                                                                           | Jim Mooney                                                                            | Janvier 1979                                                                          |
| Aveuglé par le Maraudeur masqué, Spider-Man ne doit son salut qu'à l'arrivée de la police. Soupçonné d'avoir participé au cambriolage, il s'enfuit mais est fortement handicapé par sa cécité. Daredevil tente de l'arrêter mais le sauve lorsque celui-ci tombe du haut d'un immeuble. |                                                                                       |                                                                                       |                                                                                       |                                                                                       |
| |                                                                                       |                                                                                       |                                                                                       |                                                                                       |
| 27 | L'aveugle guidant l'aveugle (The blind leading the blind)                             | Bill Mantlo                                                                           | Frank Miller                                                                          | Février 1979                                                                          |
| Daredevil aide Spider-Man à surmonter sa cécité. Ensemble, ils essaient d'arrêter le Maraudeur masqué mais celui-ci a transformé le métamorphe en missile. |                                                                                       |                                                                                       |                                                                                       |                                                                                       |
| |                                                                                       |                                                                                       |                                                                                       |                                                                                       |
| 28 | Cendres aux cendres (Ashes to ashes)                                                  | Bill Mantlo                                                                           | Frank Miller                                                                          | Mars 1979                                                                             |
| Pendant que Daredevil arrête le Maraudeur masqué et ses hommes, Spider-Man parvient à désamorcer le missile. Rentré chez lui, Peter Parker découvre son appartement dévasté. Plus tard dans la soirée, il se rend à la bibliothèque et découvre son ami Hactor Avila inconscient. Celui-ci a été assommé par Carrion qui s'attaque ensuite à Peter. |                                                                                       |                                                                                       |                                                                                       |                                                                                       |
| |                                                                                       |                                                                                       |                                                                                       |                                                                                       |
| 29 | Poussière à la poussière (Dust to dust)                                               | Bill Mantlo                                                                           | Jim Mooney                                                                            | Avril 1979                                                                            |
| Carrion, qui connaît son identité secrète de Spider-Man, annonce à Peter Parker qu'il veut le voir souffrir puis il disparaît. Sachant que Carrion en veut à Peter Parker, le Tigre blanc le suit à distance mais il se fait attaquer par Darter, alias Randy Vale, un étudiant qui travaille pour Carrion. Le combat s'engage entre Spider-Man et Carrion d'une part, le Tigre blanc et Darter d'autre part. |                                                                                       |                                                                                       |                                                                                       |                                                                                       |
| |                                                                                       |                                                                                       |                                                                                       |                                                                                       |
| 30 | Secret comme le tombeau (Secret as the graves)                                        | Bill Mantlo                                                                           | Jim Mooney                                                                            | Mai 1979                                                                              |
| Le Tigre blanc vient facilement à bout de Darter mais en tentant d'aider Spider-Man, il tombe et s'assomme. Carrion asperge Spider-Man d'une poussière rouge qui le plonge dans l'inconscience. Spider-Man se réveille sur une table d'opération et Carrion lui apprend qu'il est le clone du professeur Miles Warren. |                                                                                       |                                                                                       |                                                                                       |                                                                                       |
| |                                                                                       |                                                                                       |                                                                                       |                                                                                       |
| 31 | La mort, à la fin (Till death do us part)                                             | Bill Mantlo                                                                           | Jim Mooney                                                                            | Juin 1979                                                                             |
| Carrion raconte à Spider-Man comment le professeur Warren, anciennement le Chacal, a conçu un clone. Il injecte ensuite du sang de Spider-Man à un pré-clone protoplasmique qui devient la Spider-Amibe. Sur ces entrefaites, Darter arrive et s'en prend à Carrion qui lui avait promis les pouvoirs de Spider-Man. Pendant leur bagarre, Spider-Man parvient à se libérer. Carrion tue Darter mais doit faire face au Tigre blanc pendant que Spider-Man affronte la Spider-Amibe. Un incendie se déclare dans lequel meurent Carrion et la Spider-Amibe. |                                                                                       |                                                                                       |                                                                                       |                                                                                       |
| |                                                                                       |                                                                                       |                                                                                       |                                                                                       |
| 32 | Histoire de zoo (A zoo story)                                                         | Bill Mantlo                                                                           | Jim Mooney                                                                            | Juillet 1979                                                                          |
| À l'université, Peter Parker rencontre une nouvelle étudiante, Marcy Kane. Avec elle, il accompagne le Dr Curt Connors à une visite guidée au vivarium du zoo du Bronx. Celui-ci porte une cage dans laquelle se trouve un iguane mais soudain il s'enfuit dans un bâtiment désaffecté. Peter, ayant revêtu son costume de Spider-Man, se lance à sa poursuite mais il le retrouve inanimé aux côtés d'un nouveau super-reptile : Iguana. |                                                                                       |                                                                                       |                                                                                       |                                                                                       |
| |                                                                                       |                                                                                       |                                                                                       |                                                                                       |
| 33 | La nuit d'Iguana (Night of the Iguana)                                                | Bill Mantlo                                                                           | Jim Mooney                                                                            | Août 1979                                                                             |
| Spider-Man affronte Iguana mais celui-ci libère les reptiles du vivarium ce qui provoque la panique dans le zoo. Spider-Man doit laisser Iguana pour capturer les reptiles échappés. Le Dr Connors lui apprend qu'Iguana a absorbé les pouvoirs reptiliens du Lézard. Alors que Spider-Man empêche Iguana de s'attaquer à la famille du Dr Connors, celui-ci redevient le Lézard. |                                                                                       |                                                                                       |                                                                                       |                                                                                       |
| |                                                                                       |                                                                                       |                                                                                       |                                                                                       |
| 34 | Lézards sur un toit brûlant (Lizards on a hot tin roof )                              | Bill Mantlo                                                                           | Jim Mooney                                                                            | Septembre 1979                                                                        |
| Le Lézard affronte Iguana sous les yeux de l'épouse du Dr Connors. Ils poursuivent leur affrontement dans les égouts où Spider-Man perd leurs traces. À partir de la machine qui a transformé le Dr Connors, Peter Parker construit une version portative. Lorsqu'il retrouve le Lézard et Iguana, il transfère les pouvoirs reptiliens du Lézard vers Iguana. Le Dr Connors redevient humain et Iguana, en surcharge, explose. |                                                                                       |                                                                                       |                                                                                       |                                                                                       |
| |                                                                                       |                                                                                       |                                                                                       |                                                                                       |
| 35 | Dédale (Labyrinth )                                                                   | Tony Isabella                                                                         | Lee Elias                                                                             | Octobre 1979                                                                          |
| En compagnie de Joyce Philips, jeune psychologue, Spider-Man doit subir les assauts télépathiques de Psychum. Tout ceci n'est en fait qu'un rêve de Spider-Man dans lequel Psychum s'est introduit en voulant faire face à ses démons. Lorsque Spider-Man se rend à l'hôpital où est soigné Psychum, il trouve un homme qui a compris que pouvoir implique responsabilité. |                                                                                       |                                                                                       |                                                                                       |                                                                                       |
| |                                                                                       |                                                                                       |                                                                                       |                                                                                       |
| 36 | Alerte à l'essaim! (Enter : Swarm!)                                                   | Bill Mantlo                                                                           | Jim Mooney                                                                            | Novembre 1979                                                                         |
| Aidé de Marcy Kane, le Dr Morris Sloan tente une expérience sur un vieux squelette. Sans le vouloir, il redonne vie à l'Essaim, un être dont le corps est composé de milliers d'abeilles. Spider-Man parvient à sauver le Dr Sloan et ses étudiants mais il se fait attaquer par l'Essaim. |                                                                                       |                                                                                       |                                                                                       |                                                                                       |
| |                                                                                       |                                                                                       |                                                                                       |                                                                                       |
| 37 | Dans la ruche (Into the hive)                                                         | Bill Mantlo                                                                           | Jim Mooney                                                                            | Décembre 1979                                                                         |
| Spider-Man est sur le point de succomber sous les piqûres d'abeille mais il casse par inadvertance un flacon de produit insecticide ce qui fait fuir l'Essaim. Alors que les abeilles construisent une immense ruche sur le campus de l'université, le Dr Sloan et ses étudiants améliorent la formule insecticide mise au point par Marcy Kane. À l'aide de ce produit, Spider-Man pénètre dans la ruche et tue l'Essaim. |                                                                                       |                                                                                       |                                                                                       |                                                                                       |
| |                                                                                       |                                                                                       |                                                                                       |                                                                                       |
| 38 | L'anathème du vampire (Curse of the living vampire)                                   | Bill Mantlo                                                                           | Sal Buscema                                                                           | Janvier 1980                                                                          |
| Lors d'une fête costumée organisée par Chip Martin, un ami de Peter Parker, Morbius s'attaque aux invités. Lors de son combat avec Spider-Man, Morbius est frappé par la foudre et redevient humain. Pendant ce temps, sous le coup de ses émotions, le comportement de Chip Martin devient inquiétant. |                                                                                       |                                                                                       |                                                                                       |                                                                                       |
| |                                                                                       |                                                                                       |                                                                                       |                                                                                       |
| 39 | Schizoid Man le damné (Scourge of the Schizoid Man)                                   | Bill Mantlo                                                                           | John Romita Jr.                                                                       | Février 1980                                                                          |
| Curt Connors avertit Spider-Man qu'il a été irradié lors de son combat avec Iguana. En effet, son comportement devient plus agressif. Chip Martin s'est transformé en Shizoid Man et a sombré dans la folie. Spider-Man le met hors d'état de nuire mais fait preuve d'une rare violence. Peu après, il se transforme en Spider-Lézard. |                                                                                       |                                                                                       |                                                                                       |                                                                                       |
| |                                                                                       |                                                                                       |                                                                                       |                                                                                       |
| 40 | Horrible revirement (The terrible tournabout)                                         | Bill Mantlo                                                                           | Frank Springer                                                                        | Mars 1980                                                                             |
| Sous la forme de Spider-Lézard, Spider-Man terrorise la ville. Curt Connors qui a mis au point un antidote le poursuit dans les égouts. Il parvient à lui faire absorber et Spider-Man retrouve sa forme humaine. |                                                                                       |                                                                                       |                                                                                       |                                                                                       |
| |                                                                                       |                                                                                       |                                                                                       |                                                                                       |
| 41 | Météore en folie (Meteor madness )                                                    | Tom DeFalco                                                                           | Jim Mooney                                                                            | Avril 1980                                                                            |
| L'Homme-Météore tente de s'emparer d'un dispositif à micro-ondes capable d'augmenter sa puissance. Malgré l'aide de Giant-Man, Spider-Man ne peut l'empêcher de s'enfuir. Avec son nouveau dispositif, l'Homme-Métore parvient à augmenter sa taille et sa force mais Spider-Man met l'appareil en surcharge et il finit par exploser. |                                                                                       |                                                                                       |                                                                                       |                                                                                       |
| |                                                                                       |                                                                                       |                                                                                       |                                                                                       |
| 42 | Je veux la liberté...ou la mort (Give me liberty or give me death)                    | Bill Mantlo                                                                           | Mike Zeck                                                                             | Mai 1980                                                                              |
| Pour fêter les vacances, Peter Parker participe à une croisière nocturne dans le port de New York. Les Terrifics tendent un piège à Spider-Man en l'attirant au sommet de la statue de la Liberté. Pliant sous le nombre, il est capturé. (Cette histoire se termine dans le no 218 de Fantastic Four) |                                                                                       |                                                                                       |                                                                                       |                                                                                       |
| |                                                                                       |                                                                                       |                                                                                       |                                                                                       |
| 43 | Poison de charme (Pretty poison)                                                      | Roger Stern                                                                           | Mike Zeck                                                                             | Juin 1980                                                                             |
| Des cambrioleurs s'introduisent dans le laboratoire où travaille Peter Parker pour s'emparer d'un stock d'atropine. Ils travaillent pour Belladonna qui cherche à se venger du couturier Roderick Kingsley. Elle utilise un gaz à base d'atropine lors d'une présentation des modèles de haute-couture de Roderick Kingsley. Spider-Man intervient et sauve le couturier mais ne parvient pas à capturer Belladonna. |                                                                                       |                                                                                       |                                                                                       |                                                                                       |
| |                                                                                       |                                                                                       |                                                                                       |                                                                                       |
| 44 | Le gambit de la vengeance (The vengeance gambit)                                      | Marv Wolfman et Steve Leialoha                                                        | Steve Leialoha et Al Gordon                                                           | Juillet 1980                                                                          |
| Les gangsters de New York se sont trouvés un nouveau chef ce qui n'est pas du goût de l'un d'entre eux, Black Alfred. Spider-Man se retrouve mêlé à cette guerre des gangs. Sous l'effet d'un gaz soporifique, il est capturé par les gangsters qui l'amènent à leur chef. Celui-ci n'est autre que le Vautour. |                                                                                       |                                                                                       |                                                                                       |                                                                                       |
| |                                                                                       |                                                                                       |                                                                                       |                                                                                       |
| 45 | Les ailes de l'épouvante (Wings of fire, wings of fear )                              | Roger Stern                                                                           | Marie Severin                                                                         | Août 1980                                                                             |
| Spider-Man est enfermé dans un cercueil qui doit être incinéré. Il s'échappe et se met à la poursuite du Vautour. Celui-ci passe à tabac Black Alfred qui a contesté son autorité. Après une poursuite sur les toits de la ville, Spider-Man capture le Vautour. |                                                                                       |                                                                                       |                                                                                       |                                                                                       |
| |                                                                                       |                                                                                       |                                                                                       |                                                                                       |
| 46 | Ô Cobra pis que mortel (Deadly is the Cobra)                                          | Roger Stern                                                                           | Mike Zeck                                                                             | Septembre 1980                                                                        |
| Le Cobra s'échappe de la prison où il était enfermé. Il cambriole une bijouterie mais est arrêté par Spider-Man qui le remet à la police. |                                                                                       |                                                                                       |                                                                                       |                                                                                       |
| |                                                                                       |                                                                                       |                                                                                       |                                                                                       |
| 47 | Certain rôdeur nocturne (A night of the prow)                                         | Roger Stern                                                                           | Marie Severin                                                                         | Octobre 1980                                                                          |
| Spider-Man est accusé de la mort du garde du corps de Desiree Vaughan-Pope. Il reconnaît le style du Rôdeur mais celui-ci a renoncé à ses activités. Il s'agit en fait d'un usurpateur qui travaille pour Belladonna. Spider-Man rattrape le faux Rôdeur mais ils se font piéger par Belladonna dans une pièce remplie de gaz empoisonné. |                                                                                       |                                                                                       |                                                                                       |                                                                                       |
| |                                                                                       |                                                                                       |                                                                                       |                                                                                       |
| 48 | Double échec...et mat! (Caught up in a...double defeat )                              | Roger Stern                                                                           | Marie Severin                                                                         | Novembre 1980                                                                         |
| Spider-Man parvient à s'échapper et remet le faux Rôdeur à la police. Il se rend chez Narda Ravanna, la sœur de Desiree Vaughan-Pope. Elle lui explique qu'elles ont été ruinées par Kingsley. Spider-Man soupçonne Desiree d'être Belladonna. En fait, c'est Narda qui a pris l'identité de Belladonna. Pour se venger, le faux Rôdeur s'attaque à elle mais Spider-Man intervient et les capture tous les deux. |                                                                                       |                                                                                       |                                                                                       |                                                                                       |
| |                                                                                       |                                                                                       |                                                                                       |                                                                                       |
| 49 |                                                                                       |                                                                                       |                                                                                       | Décembre 1980                                                                         |
| | Moi...Smuggler (Enter)                                                                | Roger Stern                                                                           | Jim Mooney                                                                            |                                                                                       |
| Spider-Man poursuit Tommy Li, un ancien membre du gang du Dragon blanc. Il travaille maintenant pour Smuggler qui prépare un gros coup. Spider-Man intervient et se bat contre Smuggler. |                                                                                       |                                                                                       |                                                                                       |                                                                                       |
| | (The White Tiger)                                                                     | Roger Stern                                                                           | Denys Cowan                                                                           |                                                                                       |
| |                                                                                       |                                                                                       |                                                                                       |                                                                                       |
| |                                                                                       |                                                                                       |                                                                                       |                                                                                       |
| 50 | (Dilemma)                                                                             | Roger Stern                                                                           | Jim Mooney et John Romita Jr.                                                         | Janvier 1981                                                                          |
| Spider-Man a arrêté le Smuggler. Il rentre chez lui, assommé, mais se rappelle que tante May l'a invité chez elle demain pour ses fiançailles. Il doit venir avec quelqu'un. Il invite Debra Whitman, qui accepte. Ils vont au restaurant, et Peter se rappelle son adolescence. Les extraterrestres qu'il avait combattus au début de sa carrière attaquent le restaurant. |                                                                                       |                                                                                       |                                                                                       |                                                                                       |
| |                                                                                       |                                                                                       |                                                                                       |                                                                                       |
| 51 | (Aliens and Illusions)                                                                | Roger Stern                                                                           | Marie Severin et Jim Mooney                                                           | Février 1981                                                                          |
| Peter apprend que Mystério est derrière l'enlèvement. Il est pris dans les illusions d'optique de Mystério jusqu'à ce que ce dernier, pour lui faire peur, crée une illusion où Spider-Man le poursuit et lui fait du mal. Ne tombant pas dans le panneau, et avec l'aide de Debra, Peter s'en sort. |                                                                                       |                                                                                       |                                                                                       |                                                                                       |
| |                                                                                       |                                                                                       |                                                                                       |                                                                                       |
| 52 | (The Day of the Hero Killers)                                                         | Roger Stern                                                                           | Rick Leonardi                                                                         | Mars 1981                                                                             |
| Alors qu'il marche en ville, Peter découvre le corps de White Tiger. Alors qu'il est proche de la mort, Peter appelle une ambulance, qui lui prodigue les premiers soins. A l'hôpital, il lui explique comment il en est arrivé là. |                                                                                       |                                                                                       |                                                                                       |                                                                                       |
| |                                                                                       |                                                                                       |                                                                                       |                                                                                       |
| 53 | (Toys of the Terrible Tinkerer)                                                       | Bill Mantlo                                                                           | Jim Mooney                                                                            | Avril 1981                                                                            |
| Quelqu'un essaie de se donner la mort en sautant d'un immeuble. N'ayant pas le temps d'enfiler son costume, Peter cache son visage avec de la toile et sauve la suicidaire. Il remonte une piste jusqu'au Tinkerer, qu'il avait déjà affronté par le passé. |                                                                                       |                                                                                       |                                                                                       |                                                                                       |
| |                                                                                       |                                                                                       |                                                                                       |                                                                                       |
| 54 | (To Save the Smuggler)                                                                | Roger Stern                                                                           | Marie Severin                                                                         | Mai 1981                                                                              |
| Peter se rend à ESU pour parler à Debra Whitman de Rifkin, qu'elle fréquente depuis peu, mais elle n'est pas là. Spider-Man prend en chasse un mafieux japonais, qui vit sur une péniche géante dans la baie de New York. |                                                                                       |                                                                                       |                                                                                       |                                                                                       |
| |                                                                                       |                                                                                       |                                                                                       |                                                                                       |
| 55 | (The Big Blow Out)                                                                    | Roger Stern                                                                           | Luke McDonnell                                                                        | Juin 1981                                                                             |
| Peter se trompe de jour et se rend à ESU en avance. Debra refuse de lui adresser la parole. Alors qu'il se rend à la banque pour retirer de l'argent, une voiture piégée explose. Il enfile son costume pour enquêter. |                                                                                       |                                                                                       |                                                                                       |                                                                                       |
| |                                                                                       |                                                                                       |                                                                                       |                                                                                       |
| 56 | (The Peril... and the Pumpkin?)                                                       | Roger Stern                                                                           | Jim Shooter and Jim Mooney                                                            | Juillet 1981                                                                          |
| Alors qu'il est en patrouille, Spidey réussit à prendre en photo Jack O'Lantern. Il apporte les photos à Jonah. Le lendemain, il se rend à ESU et a une vraie discussion avec Debra pour la première fois depuis longtemps. Il défend Marcy, une étudiante qui est moquée par ses camarades de classe. En tant que Spider-Man, il sauve Nathan Lubensky, qui est pris en otage à l'hôpital. |                                                                                       |                                                                                       |                                                                                       |                                                                                       |
| |                                                                                       |                                                                                       |                                                                                       |                                                                                       |
| 57 | (These Wings Enslaved)                                                                | Roger Stern                                                                           | Jim Shooter and Jim Mooney                                                            | Août 1981                                                                             |
| Peter est invité par Jameson à une fête à son appartement, qu'il donne pour sa femme, Marla, qui vient d'obtenir un poste prestigieux au sein de la Brand Corporation. Lors de la soirée, un invité est enlevé par Will O'Wisp. Spider-Man le suit et réussit à le sauver. |                                                                                       |                                                                                       |                                                                                       |                                                                                       |
| |                                                                                       |                                                                                       |                                                                                       |                                                                                       |
| 58 | (Ring Out of the Old, Ring in the New)                                                | Roger Stern                                                                           | John Byrne                                                                            | Septembre 1981                                                                        |
| C'est le début d'un nouveau semestre pour Peter. Il a réussi à valider ses partiels tout en officiant comme assistant pour un professeur. Il fait la rencontre de Greg Salinger, un de ses étudiants. Peter décide de se rabibocher avec Debra, et l'invite au restaurant. Il se bat contre le Ringer, mais réussit à arriver à temps au rendez-vous. Après que Spider-Man ait battu le Ringer dans la soirée, Peter et Debra passent la soirée ensemble chez lui. |                                                                                       |                                                                                       |                                                                                       |                                                                                       |
| |                                                                                       |                                                                                       |                                                                                       |                                                                                       |
| 59 | (I Want Spider-Man)                                                                   | Roger Stern                                                                           | Jim Mooney                                                                            | Octobre 1981                                                                          |
| Peter déprime car il a vu Debra en compagnie de Rifkin, alors qu'il avait cru, après leur repas au restaurant, qu'elle était amoureuse de lui. Pendant ce temps, une équipe de cinéastes lance une série documentaire sur Spider-Man et essaie de le filmer en action à New York. Le Beetle prépare son retour avec de nouvelles armes plus performantes. Peter voit deux hommes louches avec son étudiant Greg Salinger et mène une enquête en tant que Spider-Man ; il apprend que les deux hommes sont du FBI et mènent une enquête sur Salinger. Spidey est attaqué par le Gibbon et par le Beetle.                                                                                |                                                                                       |                                                                                       |                                                                                       |                                                                                       |
| Remarque | Cette histoire se déroule après Amazing Spider-Man #221.                              | Cette histoire se déroule après Amazing Spider-Man #221.                              | Cette histoire se déroule après Amazing Spider-Man #221.                              | Cette histoire se déroule après Amazing Spider-Man #221.                              |
| |                                                                                       |                                                                                       |                                                                                       |                                                                                       |
| 60 |                                                                                       |                                                                                       |                                                                                       | Novembre 1981                                                                         |
| | (Beetlemania)                                                                         | Roger Stern et Ed Hannigan                                                            | Jim Mooney                                                                            |                                                                                       |
| Lors de leur combat, l'Araignée tombe dans les égouts et le Beetle s'échappe. Peter se rend directement à l'université pour prendre une douche et se laver, et tombe sur Greg Salinger. |                                                                                       |                                                                                       |                                                                                       |                                                                                       |
| | (The Birth of a Legend)                                                               | Roger Stern                                                                           | Greg Larocque                                                                         |                                                                                       |
| Réécriture de Amazing Fantasy #15 racontant les origines de l'Araignée. |                                                                                       |                                                                                       |                                                                                       |                                                                                       |
| |                                                                                       |                                                                                       |                                                                                       |                                                                                       |
| 61 | (By the Light of the Silvery Moonstone)                                               | Roger Stern                                                                           | Bill Mantlo                                                                           | Décembre 1981                                                                         |
| Spider-Man sauve un enfant qui allait se tuer en tombant d'un immeuble. Il se rend ensuite à Empire State University pour mettre le point final à un devoir qu'il doit rendre le lendemain, lorsqu'il voit un homme mystérieux passer à travers les murs et s'introduire dans le bureau du Dr. Connors. Il s'agit en réalité de Moonstone, qui l'attaque et blesse Marcy Kane, sa collègue. Il lui rend visite à l'hôpital, et ils se réconcilient. |                                                                                       |                                                                                       |                                                                                       |                                                                                       |
| |                                                                                       |                                                                                       |                                                                                       |                                                                                       |
| 62 | (Gold Fever)                                                                          | Bill Mantlo                                                                           | Ed Hannigan et Jim Mooney                                                             | Janvier 1982                                                                          |
| Le supérieur de Peter à ESU, le professeur Sloan, a organisé une expérience à l'université basée sur les travaux de Peter. Il s'agit de transformer des métaux en or. Marcy se rapproche de Peter. Durant l'expérience, les membres d'une mafia new-yorkaise interviennent et transforment en or Debra Whitman. Spider-Man doit trouver un moyen de lui rendre sa forme humaine. |                                                                                       |                                                                                       |                                                                                       |                                                                                       |
| |                                                                                       |                                                                                       |                                                                                       |                                                                                       |
| 63 | (Firebug)                                                                             | Bill Mantlo                                                                           | Greg Larocque                                                                         | Février 1982                                                                          |
| Quelqu'un met feu à un hôpital abandonné à Manhattan. Spider-Man rend visite à Harry Osborn et sa femme, Liz Allan-Osborn, et il tombe sur Molten Man. Ce dernier est à l'origine de l'incendie de l'hôpital. Ils se battent, et la maison des Osborn prend feu. Molten Man est mis hors d'état de nuire. |                                                                                       |                                                                                       |                                                                                       |                                                                                       |
| |                                                                                       |                                                                                       |                                                                                       |                                                                                       |
| 64 | (Cloak and Dagger)                                                                    | Bill Mantlo                                                                           | Ed Hannigan et Jim Mooney                                                             | Mars 1982                                                                             |
| Spidey se bat contre Cloak et Dagger après les avoir vus tuer un homme. Il les pourchasse et ils se battent à nouveau. |                                                                                       |                                                                                       |                                                                                       |                                                                                       |
| |                                                                                       |                                                                                       |                                                                                       |                                                                                       |
| 65 | (The Heart is a Lonely Hunter)                                                        | Bill Mantlo                                                                           | Bob Hall et Jim Mooney                                                                | Avril 1982                                                                            |
| Kraven se remet en chasse. Peter est embêté car le Dr. Sloan l'a mis en garde au sujet de la récente chute de ses notes. Marcy Kane lui remonte le moral. Spider-Man doit affronter Kraven, dont la femme, Calypso, l'étourdit grâce à un projectile contenant une drogue. Peter se rend chez Marcy Kane pour qu'ils étudient ensemble. |                                                                                       |                                                                                       |                                                                                       |                                                                                       |
| |                                                                                       |                                                                                       |                                                                                       |                                                                                       |
| 66 | (Electro is Back)                                                                     | Bill Mantlo                                                                           | Ed Hannigan et Jim Mooney                                                             | Mai 1982                                                                              |
| A Ryker's Island, Electro est opéré, mais il retrouve ses pouvoirs et s'échappe. Peter et Marcy ont un rendez-vous, mais Marcy prend mal quelque chose que fait Peter. Il part rapidement pour affronter Electro, qu'il réussit à arrêter grâce à une combinaison qui ne conduit pas l'électricité. |                                                                                       |                                                                                       |                                                                                       |                                                                                       |
| |                                                                                       |                                                                                       |                                                                                       |                                                                                       |
| 67 | (Boomerang, the Killer that Keeps Coming Back)                                        | Bill Mantlo                                                                           | Ed Hannigan                                                                           | Juin 1982                                                                             |
| La journée de Peter commence mal : son supérieur à l'université le réprimande, Marcy ne veut plus lui parler, et un travail qui devait lui être confié est donné à Lance Bannon à la place. En plus, Spider-Man est attaqué par Boomerang, qui le bat à plate couture. |                                                                                       |                                                                                       |                                                                                       |                                                                                       |
| |                                                                                       |                                                                                       |                                                                                       |                                                                                       |
| 68 | (Hell Hath no Fury Like a Robot Scorned)                                              | Bill Mantlo                                                                           | Luke McDonnell                                                                        | Juillet 1982                                                                          |
| Tante May et Peter se rendent au cimetière pour l'anniversaire de la mort de l'oncle Ben. Il se bat contre trois hommes louches qui tournaient autour d'une tombe, celle du professeur Mendel Stromm. Peter décide d'abandonner son poste d'assistant professeur sur le conseil du Dr. Sloan. Debra commence à comprendre que Peter est l'Araignée. Spidey se rend à nouveau dans le caveau de Mendel Stromm et se bat contre un robot qu'il avait créé avant sa mort. |                                                                                       |                                                                                       |                                                                                       |                                                                                       |
| |                                                                                       |                                                                                       |                                                                                       |                                                                                       |
| 69 | (Darkness Seldom Seen)                                                                | Bill Mantlo                                                                           | Ed Hannigan                                                                           | Août 1982                                                                             |
| Spider-Man se rend à l'ancienne maison de May et Ben. Abandonnée, May compte la restaurer afin d'y créer une maison de retraite. Nathan Lubenski, qui passait par là, aperçoit Spider-Man et cherche à comprendre pourquoi le héros masqué est tant apparu dans l'histoire personnelle de May. Spidey rend visite à Jean DeWolff, qui l'oriente. Cloak et Dagger tuent Silvermane. |                                                                                       |                                                                                       |                                                                                       |                                                                                       |
| |                                                                                       |                                                                                       |                                                                                       |                                                                                       |
| 70 | (The Great Cloak and Dagger Hunt)                                                     | Bill Mantlo                                                                           | Ed Hannigan et Al Milgrom                                                             | Septembre 1982                                                                        |
| Un scientifique réussit à ressusciter Silvermane sous la forme d'un androïde. Spider-Man se bat contre lui, aux côtés de Cloak et Dagger. Debra essaie de faire comprendre à Peter qu'elle connaît son identité secrète. |                                                                                       |                                                                                       |                                                                                       |                                                                                       |
| |                                                                                       |                                                                                       |                                                                                       |                                                                                       |
| 71 | (With This Gun... I Thee Kill)                                                        | Bill Mantlo                                                                           | Rick Leonardi                                                                         | Octobre 1982                                                                          |
| Durant une patrouille nocturne, Spider-Man surprend un cambriolage. Le propriétaire d'une joaillerie tue par balle le voleur, qui était une mineur. Spidey prend une photo pour le Bugle, mais est démoralisé par la mort du jeune homme. Au Bugle, Lance Bannon et Robbie Robertson débattent du bien-fondé de la propriété d'armes à feu. Pendant la nuit suivante, Spider-Man arrête des contrebandiers. |                                                                                       |                                                                                       |                                                                                       |                                                                                       |
| |                                                                                       |                                                                                       |                                                                                       |                                                                                       |
| 72 | (Waiting for Doctor Octopus)                                                          | Bill Mantlo                                                                           | Ed Hannigan et Al Milgrom                                                             | Novembre 1982                                                                         |
| Ollie, un adolescent fan du docteur Octopus, a créé un club de fans des Sinister Six. Ils célèbrent l'évasion de prison d'Octopus. Ollie fugue de chez ses parents et se réfugie dans un cimetière, où se trouve la tombe de Gwen Stacy. Peter doit réviser pour le partiel du lendemain, mais son appartement est cambriolé. Spider-Man arrête Ollie et le convainc de cesser d'idolâtrer Octopus. Debra se rend chez un psychiatre. |                                                                                       |                                                                                       |                                                                                       |                                                                                       |
| |                                                                                       |                                                                                       |                                                                                       |                                                                                       |
| 73 | (Spider in the Middle)                                                                | Bill Mantlo                                                                           | Al Milgrom                                                                            | Décembre 1982                                                                         |
| Le psychiatre de Debra se rend chez Peter et lui dit qu'il sait qu'il est Spider-Man. Il s'explique : Debra est schizophrène et croit qu'il est l'Araignée, et pour la guérir, Peter doit se faire passer pour Spider-Man. Robbie envoie Peter prendre des photos du jugement de Boomerang. Il se bat contre Octopus. |                                                                                       |                                                                                       |                                                                                       |                                                                                       |
| |                                                                                       |                                                                                       |                                                                                       |                                                                                       |
| 74 | (Fantasia)                                                                            | Bill Mantlo                                                                           | Bob Hall                                                                              | Janvier 1983                                                                          |
| Peter apprend que Debra a été mariée par le passé, et que son mari la battait. Peter se morfond en pensant qu'il n'a pas été aussi attentif aux besoins de Debra qu'il aurait dû l'être, et pense à comment il aurait dû agir mieux avec son oncle Ben, Gwen et George Stacy. Il décide de lui révéler son identité secrète et se rend chez elle. Le choc permet à Debra de reprendre pleinement conscience, convaincue que Peter s'est déguisé en Spider-Man pour l'aider à guérir. Octopus se rend chez le Caïd et vole un objet surpuissant appelé Activator. Debra quitte New York pour refaire sa vie dans le Midwest. Spider-Man rencontre la Chatte noire, qu'il croyait morte. |                                                                                       |                                                                                       |                                                                                       |                                                                                       |

#### Le retour de la Chatte noire (#75 - #100)
| 75 | (Ferae Naturae)                                                                  | Bill Mantlo                                                                      | Al Milgrom                                                                       | Février 1983                                                                     |
| La Chatte noire explique à Peter comment elle a survécu à la chute dans la rivière Hudson où elle avait été laissée pour morte. Elle s'allie à Spider-Man pour se battre contre le docteur Octopus. Felicia lui propose qu'ils se remettent ensemble ; Peter repense à son expérience avec Gwen, Mary Jane et Debra, et décide d'accepter. Ils se rendent à l'hôtel, mais Octopus enlève la Chatte pour obtenir l'Activator. Spider-Man arrache les bras d'Octopus.    |                                                                                  |                                                                                  |                                                                                  |                                                                                  |
| |                                                                                  |                                                                                  |                                                                                  |                                                                                  |
| 76 | (At Death's Door)                                                                | Bill Mantlo                                                                      | Al Milgrom                                                                       | Mars 1983                                                                        |
| La Chatte noire se fait tirer dessus et est sur le point de mourir. Spider-Man la récupère et l'emmène à l'hôpital. Il retourne à ESU pour le dernier partiel de l'année, mais est préoccupé par l'état de Felicia. Elle survit. |                                                                                  |                                                                                  |                                                                                  |                                                                                  |
| |                                                                                  |                                                                                  |                                                                                  |                                                                                  |
| 77 | (Relapse Times Two)                                                              | Bill Mantlo                                                                      | Al Milgrom                                                                       | Avril 1983                                                                       |
| Spider-Man dort à l'hôpital pour garder un œil sur Felicia. Le docteur Octopus, qui s'est fait souder ses bras à son dos à nouveau, les attaque soudainement. Il s'échappe, et annonce qu'il reviendra le lendemain. Spider-Man doit se préparer. |                                                                                  |                                                                                  |                                                                                  |                                                                                  |
| |                                                                                  |                                                                                  |                                                                                  |                                                                                  |
| 78 | (The Long Goodbye)                                                               | Bill Mantlo                                                                      | Al Milgrom                                                                       | Mai 1983                                                                         |
| Peter revoit ses amis et sa famille une dernière fois avant le combat avec le docteur Octopus, craignant pour sa propre vie. Il va révéler son secret à Felicia lorsqu'elle l'arrête. Octopus arrive et le combat commence. |                                                                                  |                                                                                  |                                                                                  |                                                                                  |
| |                                                                                  |                                                                                  |                                                                                  |                                                                                  |
| 79 | (Spider-Man vs. Doctor Octopus: The Final Battle)                                | Bill Mantlo                                                                      | Al Milgrom                                                                       | Juin 1983                                                                        |
| Spider-Man et le docteur Octopus se battent. Jean DeWolff met Felicia à l'abri. Spidey entoile Octopus et lui dit de ne plus jamais essayer de se mesurer à lui. |                                                                                  |                                                                                  |                                                                                  |                                                                                  |
| |                                                                                  |                                                                                  |                                                                                  |                                                                                  |
| 80 | (I Cover the Waterfront)                                                         | Bill Mantlo                                                                      | Ron Frenz et Kevin Dzuban                                                        | Juillet 1983                                                                     |
| La femme de Jameson, Marla, lui dit qu'il s'est embourgeoisé depuis qu'il est éditeur du Bugle. Afin de prouver qu'il est encore capable de mener des enquêtes de front, Jameson se met à couvrir un trafic étrange qui a lieu près des docks. Spider-Man garde un œil sur lui afin de le tirer d'ennui. |                                                                                  |                                                                                  |                                                                                  |                                                                                  |
| |                                                                                  |                                                                                  |                                                                                  |                                                                                  |
| 81 | (Stalkers in the Shadows)                                                        | Bill Mantlo                                                                      | Al Milgrom et Jim Mooney                                                         | Août 1983                                                                        |
| Spider-Man se rend à l'hôpital pour saluer Felicia. La comparant à Betty, Gwen, Mary Jane et Debra, il se demande si leur mode de vie ne rendra pas leur relation difficile. Il se bat contre Cloak et Dagger. |                                                                                  |                                                                                  |                                                                                  |                                                                                  |
| |                                                                                  |                                                                                  |                                                                                  |                                                                                  |
| 82 | (Crime and Punishment)                                                           | Bill Mantlo                                                                      | Al Milgrom                                                                       | Septembre 1983                                                                   |
| Cloak et Dagger, ainsi que le Punisher, essaient de tuer le Caïd. Spider-Man le protège. Le Punisher enlève la femme du Caïd, Vanessa Fisk. |                                                                                  |                                                                                  |                                                                                  |                                                                                  |
| |                                                                                  |                                                                                  |                                                                                  |                                                                                  |
| 83 | (Delusions)                                                                      | Bill Mantlo                                                                      | Greg Larocque                                                                    | Octobre 1983                                                                     |
| Spider-Man se rend à l'hôpital, mais la Chatte noire s'en est enfuie. Il la retrouve, et elle lui dit qu'elle veut devenir une héroïne comme lui. Spider-Man réfléchit et se dit que, de toutes les femmes qu'il a aimées, Betty, Gwen et Mary Jane, elle est la seule à pouvoir partager sa vie masquée. Peter couvre le jugement du Punisher au tribunal de New York.                                                                                                |                                                                                  |                                                                                  |                                                                                  |                                                                                  |
| |                                                                                  |                                                                                  |                                                                                  |                                                                                  |
| 84 | (Kidnapped)                                                                      | Bill Mantlo                                                                      | Dave Simons                                                                      | Novembre 1983                                                                    |
| Felicia présente Spider-Man à sa mère et rentre chez elle. Spidey sauve l'enfant d'un politicien qui essaie de se faire élire à la mairie de New York. |                                                                                  |                                                                                  |                                                                                  |                                                                                  |
| |                                                                                  |                                                                                  |                                                                                  |                                                                                  |
| 85 | (The Hatred of the Hobgoblin)                                                    | Bill Mantlo                                                                      | Al Milgrom et Jim Mooney                                                         | Décembre 1983                                                                    |
| En utilisant les notes laissées par Norman Osborn, le Hobgoblin met au point son propre arsenal de guerre. Harry et Liz invitent leurs amis à dîner pour leur annoncer qu'ils vont avoir un enfant. Spidey se demande s'il doit sérieusement se mettre en couple avec la Chatte noire, remarquant que ses précédentes amours, Betty, Gwen et Mary Jane, ont aimé Peter Parker, et non l'Araignée. Le Hobgoblin attaque la Chatte noire et Spidey.                      |                                                                                  |                                                                                  |                                                                                  |                                                                                  |
| |                                                                                  |                                                                                  |                                                                                  |                                                                                  |
| 86 | (Bugs)                                                                           | Bill Mantlo                                                                      | Fred Hembeck                                                                     | Janvier 1984                                                                     |
| La Mouche enlève Jameson, et l'Araignée le sauve avec l'aide de la Chatte noire. Il prend la décision de lui dévoiler son identité secrète et de lui montrer son appartement. |                                                                                  |                                                                                  |                                                                                  |                                                                                  |
| |                                                                                  |                                                                                  |                                                                                  |                                                                                  |
| 87 | (Mistaken Identities)                                                            | Bill Mantlo                                                                      | Al Milgrom                                                                       | Février 1984                                                                     |
| Spider-Man retire son masque et révèle à la Chatte noire son identité. Cette dernière déteste voir le véritable Spidey, et lui demande de remettre son masque. Peter comprend que, contrairement à Betty, Gwen et Mary Jane, elle ne l'a jamais réellement aimé, si ce n'est pour son identité secrète. |                                                                                  |                                                                                  |                                                                                  |                                                                                  |
| |                                                                                  |                                                                                  |                                                                                  |                                                                                  |
| 88 | (Hyde and Seek)                                                                  | Bill Mantlo                                                                      | Al Milgrom et Jim Mooney                                                         | Mars 1984                                                                        |
| Spidey et la Chatte noire se battent contre une terrible créature qui met l'Araignée K.O. La Chatte comprend qu'elle est encombrante pour Spidey dans sa lutte contre les super-criminels. |                                                                                  |                                                                                  |                                                                                  |                                                                                  |
| |                                                                                  |                                                                                  |                                                                                  |                                                                                  |
| 89 | (Power Search)                                                                   | Bill Mantlo                                                                      | Al Milgrom                                                                       | Avril 1984                                                                       |
| La Chatte noire veut obtenir des super-pouvoirs afin de partager la vie de Spider-Man. Après avoir essuyé un refus des Avengers et des Quatre fantastiques, une organisation louche lui propose de lui donner des super-pouvoirs, ce qu'elle accepte. Elle apprend que l'organisation est dirigée par le Caïd. Après avoir parlé à Harry Osborn à Central Park, Spidey découvre un téléporteur dans le parc, qui le transporte sur une autre planète.                  |                                                                                  |                                                                                  |                                                                                  |                                                                                  |
| Remarque | Cette histoire se déroule après Amazing Spider-Man #251 et avant Secret Wars #1. | Cette histoire se déroule après Amazing Spider-Man #251 et avant Secret Wars #1. | Cette histoire se déroule après Amazing Spider-Man #251 et avant Secret Wars #1. | Cette histoire se déroule après Amazing Spider-Man #251 et avant Secret Wars #1. |
| |                                                                                  |                                                                                  |                                                                                  |                                                                                  |
| 90 | (Where, Oh Where Has My Spider Gone?)                                            | Al Milgrom                                                                       | Al Milgrom et Jim Mooney                                                         | Mai 1984                                                                         |
| L'Araignée ayant disparu, la Chatte noire mène l'enquête. Elle va parler à Jean DeWolff, qui, ayant le béguin pour Spidey, regrette qu'il soit en couple avec la Chatte. Elle se rend chez tante May, et tombe sur Spidey, qui revient à peine de son voyage intergalactique. |                                                                                  |                                                                                  |                                                                                  |                                                                                  |
| Remarque | Cette histoire se déroule après la fin de Secret Wars.                           | Cette histoire se déroule après la fin de Secret Wars.                           | Cette histoire se déroule après la fin de Secret Wars.                           | Cette histoire se déroule après la fin de Secret Wars.                           |
| |                                                                                  |                                                                                  |                                                                                  |                                                                                  |
| 91 | (If It Wasn't for Bad Luck...)                                                   | Al Milgrom                                                                       | Al Milgrom et Jim Mooney                                                         | Juin 1984                                                                        |
| La Chatte noire et Spider-Man font équipe contre le Blob, qui terrorise la ville. Flash, qui a des problèmes d'amour avec Sha-Shan, va parler à Peter. |                                                                                  |                                                                                  |                                                                                  |                                                                                  |
| Remarque | Cette histoire se déroule après ASM #253.                                        | Cette histoire se déroule après ASM #253.                                        | Cette histoire se déroule après ASM #253.                                        | Cette histoire se déroule après ASM #253.                                        |
| |                                                                                  |                                                                                  |                                                                                  |                                                                                  |
| 92 | (And the Answer Is...)                                                           | Al Milgrom                                                                       | Al Milgrom et Jim Mooney                                                         | Juillet 1984                                                                     |
| La Chatte noire se sent épiée. Le Caïd a envoyé un de ses hommes de main, qui se fait appeler la Réponse, pour tester ses nouveaux pouvoirs. Spidey se bat contre la Réponse et il réussit à s'échapper. Rendant compte au Caïd, il lui apprend que le nouveau costume noir de l'Araignée est fait d'une matière organique. |                                                                                  |                                                                                  |                                                                                  |                                                                                  |
| |                                                                                  |                                                                                  |                                                                                  |                                                                                  |
| 93 | (A Hot Time in the Old Morgue Tonight)                                           | Al Milgrom                                                                       | Al Milgrom et Jim Mooney                                                         | Août 1984                                                                        |
| L'Araignée et la Chatte noire se disputent, car cette dernière aime le super-héros, mais pas l'homme derrière le masque. La Réponse traque la Chatte afin d'en savoir plus sur ses pouvoirs. Le Caïd lui fait du chantage. |                                                                                  |                                                                                  |                                                                                  |                                                                                  |
| |                                                                                  |                                                                                  |                                                                                  |                                                                                  |
| 94 | (How Ya Gonna Keep'em Down at The Morgue After They've Seen NYC?)                | Al Milgrom                                                                       | Al Milgrom et Jim Mooney                                                         | Septembre 1984                                                                   |
| Peter est invité à dîner par Harry et Liz. Sha-Shan leur explique que Flash revient à leur appartement blessé le soir. Le Caïd surveille les agissements de Silvermane, qui terrorise la ville. Il blesse l'Araignée. |                                                                                  |                                                                                  |                                                                                  |                                                                                  |
| |                                                                                  |                                                                                  |                                                                                  |                                                                                  |
| 95 | (The Dagger at the End of the Tunnel)                                            | Al Milgrom                                                                       | Al Milgrom et Jim Mooney                                                         | Octobre 1984                                                                     |
| La Chatte ramène l'Araignée dans son appartement pour le soigner. Son costume symbiotique prend le contrôle de son corps pendant la nuit. Le lendemain, Dagger, la Chatte noire et lui se rendent aux docks pour affronter Silvermane. |                                                                                  |                                                                                  |                                                                                  |                                                                                  |
| |                                                                                  |                                                                                  |                                                                                  |                                                                                  |
| 96 | (The Final Answer)                                                               | Al Milgrom                                                                       | Al Milgrom et Jim Mooney                                                         | Novembre 1984                                                                    |
| Peter rentre chez lui. Non seulement il a appris que son costume noir était un être vivant qui voulait prendre contrôle de son corps, mais en plus, Mary Jane lui a révélé qu'elle savait qu'il était l'Araignée depuis le début. Betty, pourchassée par des criminels, est protégée par Flash. Spidey, la Chatte et le Caïd se battent contre Silvermane, qui réussit à s'échapper. À cause du combat, Fisk ne réussit pas à faire revenir sa femme Vanessa à la vie. |                                                                                  |                                                                                  |                                                                                  |                                                                                  |
| Remarque | Cette histoire se déroule après ASM #258.                                        | Cette histoire se déroule après ASM #258.                                        | Cette histoire se déroule après ASM #258.                                        | Cette histoire se déroule après ASM #258.                                        |
| |                                                                                  |                                                                                  |                                                                                  |                                                                                  |
| 97 | (Hermit-Age)                                                                     | Al Milgrom                                                                       | Herb Trimpe                                                                      | Décembre 1984                                                                    |
| La Chatte noire refuse de révéler à l'Araignée que ses pouvoirs lui ont été donnés par les hommes du Caïd. |                                                                                  |                                                                                  |                                                                                  |                                                                                  |
| |                                                                                  |                                                                                  |                                                                                  |                                                                                  |
| 98 | (True Confessions)                                                               | Al Milgrom                                                                       | Herb Trimpe                                                                      | Janvier 1985                                                                     |
| Spider-Man et la Chatte noire patrouillent ensemble et se battent contre des criminels dans les rues de New York. La Chatte révèle à Spidey comment le Caïd lui a donné ses pouvoirs. Ils se réconcilient. |                                                                                  |                                                                                  |                                                                                  |                                                                                  |
| |                                                                                  |                                                                                  |                                                                                  |                                                                                  |
| 99 | (Spider on the Spot)                                                             | Al Milgrom                                                                       | Herb Trimpe                                                                      | Février 1985                                                                     |
| La Chatte noire coud un costume noir pour Spidey, mais il refuse de le mettre. Ils se battent contre Spot, un criminel envoyé par le Caïd. |                                                                                  |                                                                                  |                                                                                  |                                                                                  |
| |                                                                                  |                                                                                  |                                                                                  |                                                                                  |
| 100 | (Breakin')                                                                       | Al Milgrom                                                                       | Al Milgrom                                                                       | Mars 1985                                                                        |
| Flash Thompson et Betty Brant se côtoient de plus en plus. Spider-Man et la Chatte noire s'infiltrent, séparément, dans le repaire du Caïd. La confrontation finie, Peter décide de rompre avec elle. Alors qu'il rentre chez lui, Peter ignore que le symbiote s'est échappé et est entré dans son appartement... |                                                                                  |                                                                                  |                                                                                  |                                                                                  |
| Remarque | Cette histoire continue directement dans Web of Spider-Man #1.                   | Cette histoire continue directement dans Web of Spider-Man #1.                   | Cette histoire continue directement dans Web of Spider-Man #1.                   | Cette histoire continue directement dans Web of Spider-Man #1.                   |
| |                                                                                  |                                                                                  |                                                                                  |                                                                                  |

#### Expiez vos péchés (#101 - #136)
| |                                        |                                        |                                        |                                        |
| 101 | (Echoes)                               | Cary Burkett                           | Juan Alacantara                        | Avril 1985                             |
| Alors qu'il assiste à un concert dans Central Park, l'Araignée repense à Gwen. Si elle n'était pas morte, ç'aurait été son anniversaire dans quelques jours. Il retourne au pont où elle a été tuée, puis rentre chez lui pour la nuit. Le lendemain, il sauve une femme et se dit qu'il a évité à quelqu'un de perdre sa Gwen. Il dépose une rose sur la tombe de Gwen Stacy. |                                        |                                        |                                        |                                        |
| |                                        |                                        |                                        |                                        |
| 102 | (A Life for a Life)                    | Cary Burkett                           | Larry Lieber                           | Mai 1985                               |
| Un super-criminel cambriole un syndicat bancaire à Queens. Peter passe un week-end chez Harry et Liz, dans le New Jersey, et rencontre une jeune femme appelée Donna dans le bus qui la ramène chez lui. Elle est renversée par une voiture dès qu'ils arrivent à New York. Spidey se met à la recherche de son frère jumeau afin qu'il lui donne de son sang, mais il le trouve en train d'essayer de se donner la mort. L'Araignée lui dit qu'il a lui aussi connu la tragédie de perdre sa fiancée, Gwen Stacy, mais qu'il est nécessaire de continuer à vivre. Donna est sauvée.                                         |                                        |                                        |                                        |                                        |
| |                                        |                                        |                                        |                                        |
| 103 | (Compulsion)                           | Peter David                            | Rich Buckler                           | Juin 1985                              |
| Un super-criminel appelé le Blaze provoque Spider-Man et le menace afin de se mesurer à lui. Spidey et Jean DeWolff mènent l'enquête et découvrent qu'un groupe d'hommes fascinés par l'Araignée est derrière le coup. Spider-Man se demande si Jean DeWolff n'aurait pas fait le lien entre Peter Parker et son identité secrète. |                                        |                                        |                                        |                                        |
| |                                        |                                        |                                        |                                        |
| 104 | (The Last Race)                        | Bill Mantlo                            | Vince Giarrano et Pat Redding          | Juillet 1985                           |
| Un combat entre Spider-Man et le Rocket Racer est interrompu par l'irruption du chasseur de primes, qui cherche à tuer le Rocket Racer. |                                        |                                        |                                        |                                        |
| |                                        |                                        |                                        |                                        |
| 105 | (United We Fall)                       | Peter David                            | Luke McDonnell                         | Août 1985                              |
| Un immeuble résidentiel d'un quartier chic de New York explose. La Guêpe, membre des Avengers, semble impliquée. Spider-Man mène l'enquête. La Guêpe, de son côté, ne compte pas se laisser faire. |                                        |                                        |                                        |                                        |
| |                                        |                                        |                                        |                                        |
| 106 | (No Fury)                              | Peter David                            | Luke McDonnell                         | Septembre 1985                         |
| Spider-Man et la Guêpe découvrent qui a fait exploser l'immeuble résidentiel. |                                        |                                        |                                        |                                        |
| |                                        |                                        |                                        |                                        |
| 107 | (Original Sin)                         | Peter David                            | Rich Buckler                           | Octobre 1985                           |
| Jean DeWolff est retrouvée morte dans son appartement. Spider-Man apprend la nouvelle et devient fou de rage. Le coupable, le Sin-Eater, est de retour et essaie de tuer Matt Murdock. |                                        |                                        |                                        |                                        |
| |                                        |                                        |                                        |                                        |
| 108 | (Sin of Pride)                         | Peter David                            | Rich Buckler                           | Novembre 1985                          |
| Spider-Man se bat contre le Sin-Eater, mais tante May est blessée dans le combat, et l'Araignée bat en retraite. Il mène l'enquête à l'appartement de Jean DeWolff, et se rend compte qu'elle collectionnait des articles de journaux à son sujet et était amoureuse de lui. |                                        |                                        |                                        |                                        |
| |                                        |                                        |                                        |                                        |
| 109 | (He Who Is Without Sin)                | Peter David                            | Rich Buckler                           | Décembre 1985                          |
| Le Sin-Eater continue ses meurtres en série et affole New York. Il débarque à la rédaction du Bugle et prend Marla Jameson en otage. Peter réussit à le mettre K.O. et à le faire arrêter, mais Daredevil est convaincu qu'il ne s'agit pas du vrai Sin-Eater, mais d'un imposteur. Le véritable criminel se rend chez Betty Brant et lui tire dessus. |                                        |                                        |                                        |                                        |
| |                                        |                                        |                                        |                                        |
| 110 | (All My Sins Remembered)               | Peter David                            | Rich Buckler                           | Janvier 1986                           |
| Betty se sauve en plantant un couteau dans la cuisse du Sin-Eater. Spider-Man arrive à temps et, fou de rouge, met le Sin-Eater K.O. Daredevil l'arrête avant qu'il ne le tue, mais est attaqué par une foule hystérique. L'Araignée déprime et se remémore la mort de son oncle Ben, de Gwen et du capitaine Stacy. Il décide d'aller sauver Daredevil. Ils se révèlent mutuellement leur identité secrète. |                                        |                                        |                                        |                                        |
| |                                        |                                        |                                        |                                        |
| 111 | (And Then The Gods Cried)              | Peter David                            | Rich Buckler                           | Février 1986                           |
| Le Puma est envoyé sur Terre par le Beyonder. Après un voyage à Tokyo, où il rend visite à son ancien maître, il se rend à New York pour parler à Spider-Man. |                                        |                                        |                                        |                                        |
| |                                        |                                        |                                        |                                        |
| 112 | (You Never Make a Sound)               | Peter David                            | Mark Beachum                           | Mars 1986                              |
| C'est la veille de Noël. Peter se rend au Bugle, où Joy l'embrasse sous le gui. Il déprime car il pense qu'il va passer Noël seul. Robbie l'invite, mais Peter est déjà parti ; Liz et Harry Osborn sont occupés avec leur bébé ; MJ ne répond pas au téléphone, et Peter ne contacte pas Felicia. Pendant la nuit de Noël, un criminel déguisé en le Père Noël attaque la voisine de Peter, qu'il sauve à temps. Le lendemain, il est invité par tante May, Anna et Mary Jane à se joindre à eux pour le repas de Noël. |                                        |                                        |                                        |                                        |
| |                                        |                                        |                                        |                                        |
| 113 | (Mayhem)                               | Peter David                            | Bob McLeod                             | Avril 1986                             |
| Spidey enquête dans les bas-fonds de New York pour en savoir plus sur l'alliance entre le Hobgoblin et la Rose. La Chatte noire se remet à voler, mais donne son butin à des œuvres de charité et des orphelinats. Ernie se réfugie chez May car il est pourchassé par les journalistes ; la police fait le siège de chez May, car des malfrats prennent la résidence en otage. Spider-Man les neutralise un par un. |                                        |                                        |                                        |                                        |
| |                                        |                                        |                                        |                                        |
| 114 | (The Key)                              | Len Kaminski                           | Joe Brozowski                          | Mai 1986                               |
| Un cambrioleur s'introduit chez Peter au hasard et vole son costume et ses gadgets. Il enfile le costume, mais se fait arrêter par la police et se retrouve mêlé à une guerre de gangs. Le véritable Spider-Man le retrouve et récupère ses affaires. |                                        |                                        |                                        |                                        |
| |                                        |                                        |                                        |                                        |
| 115 | (Things Fall Apart)                    | Peter David                            | Mark Beachum                           | Juin 1986                              |
| Spider-Man se rend chez Docteur Strange pour qu'il l'exorcise de la malédiction qui lui colle à la peau depuis la dernière fois qu'il a vu la Chatte noire. Strange brise la malédiction, mais cela retire à la Chatte noire son pouvoir en même temps. Or, elle se trouve dans une situation dangereuse. |                                        |                                        |                                        |                                        |
| |                                        |                                        |                                        |                                        |
| 116 | (102 Uses for a Dead Cat)              | Peter David                            | Rich Buckler                           | Juillet 1986                           |
| Felicia réussit à s'échapper, mais elle est blessée. Spider-Man lui rend visite pour lui expliquer qu'elle a perdu ses pouvoirs parce que Strange a guéri Spider-Man de la malédiction qui lui collait à la peau. Après une dispute, Spidey s'en va, mais il revient lorsque Sabretooth attaque la Chatte. Il le vainc. |                                        |                                        |                                        |                                        |
| |                                        |                                        |                                        |                                        |
| 117 | (Dinner Hour)                          | Peter David                            | Rich Buckler et Dwayne Turner          | Août 1986                              |
| La Chatte noire essaie d'entrer chez le Docteur Strange pour qu'il lui redonne ses pouvoirs. Robbie Robertson dîne avec son fils Randy et sa femme, Amanda. |                                        |                                        |                                        |                                        |
| |                                        |                                        |                                        |                                        |
| 118 | (Ashes to Ashes)                       | J. M. DeMatteis et Peter David         | Mike Zeck                              | Septembre 1986                         |
| Un petit garçon qui vient de découvrir ses pouvoirs de mutant a tué son père, qui le battait, sans le vouloir. Il est traqué par le Shield, qui lui tire dessus en présence de Spider-Man. |                                        |                                        |                                        |                                        |
| |                                        |                                        |                                        |                                        |
| 119 | (Catfight)                             | Peter David                            | Rich Buckler                           | Octobre 1986                           |
| Sabretooth s'échappe de l'hôpital où il était soigné. Mary Jane et Peter parlent de la relation de ce dernier avec la Chatte noire. Sabretooth s'approche de l'appartement de Peter, qui a organisé une soirée chez lui, et la Chatte s'interpose et le bat. |                                        |                                        |                                        |                                        |
| |                                        |                                        |                                        |                                        |
| 120 | (A House is not a Home)                | Bill Mantlo                            | Keith Giffen                           | Novembre 1986                          |
| Glory Grant invite Peter à une réunion de copropriétaires afin de se protester contre la gentrification du quartier. Lors de la réunion, une voisine et lui sont pris en otage. Il se bat contre des malfrats. |                                        |                                        |                                        |                                        |
| |                                        |                                        |                                        |                                        |
| 121 | (Eye Witness)                          | Peter David                            | John Romita Sr. et John Buscema        | Décembre 1986                          |
| Après une prise d'otage dans les locaux du Bugle, Peter invite Mary Jane et Jameson au restaurant pour fêter la réception de sa dernière paie. Robbie demande à chacun de décrire la prise d'otage, ce qui mène les trois à donner une version très différente des faits. |                                        |                                        |                                        |                                        |
| |                                        |                                        |                                        |                                        |
| 122 | (Father's Night Out)                   | Peter David                            | Rich Buckler et Malcolm Davis          | Janvier 1987                           |
| Spider-Man tombe sur un bébé abandonné dans une ruelle pendant la nuit. Il l'amène à l'hôpital et cherche les parents. Au Bugle, Robbie continue de faire travailler Peter avec Joy Mercado. |                                        |                                        |                                        |                                        |
| |                                        |                                        |                                        |                                        |
| 123 | (With Friends Like These...)           | Peter David                            | Dwayne Turner                          | Février 1987                           |
| L'appartement de Felicia Hardy explose. Spidey la récupère alors qu'elle a perdu conscience. Elle souhaite renouer avec lui, mais Peter hésite. Ils se remettent ensemble. |                                        |                                        |                                        |                                        |
| |                                        |                                        |                                        |                                        |
| 124 | (When Strikes the Octopus)             | Roger McKenzie                         | Greg LaRocque                          | Mars 1987                              |
| Spider-Man se bat contre le docteur Octopus, qui a réussi à s'évader de prison. |                                        |                                        |                                        |                                        |
| |                                        |                                        |                                        |                                        |
| 125 | (Wrecking Havoc)                       | Danny Fingeroth                        | Jim Mooney                             | Avril 1987                             |
| La propriétaire de l'appartement de Peter lui donne une semaine pour qu'il lui paie les quatre derniers mois de loyer. Pour trouver l'argent nécessaire, Peter doit vendre des photos de Spider-Woman au Bugle. Il la retrouve, et ils se battent, avant d'être interrompus par un super-criminel. |                                        |                                        |                                        |                                        |
| |                                        |                                        |                                        |                                        |
| 126 | (Sudden Impact)                        | Danny Fingeroth                        | Alan Kupperberg                        | Mai 1987                               |
| Spider-Man et Spider-Woman coopèrent et vainquent le super-criminel. Peter réussit à payer ses loyers de retard grâce à son compte d'épargne, dont il avait oublié l'existence. |                                        |                                        |                                        |                                        |
| |                                        |                                        |                                        |                                        |
| 127 | (Among Us Lurks... A Lizard)           | Len Kaminski                           | Alan Kupperberg                        | Juin 1987                              |
| Une nuit d'orage, Spider-Man découvre un homme, ensanglanté, qui dit avoir été frappé par un lézard géant. Peter comprend que Curt Connors a encore perdu le contrôle du Lézard. Il le traque et réussit à le ramener à la raison. |                                        |                                        |                                        |                                        |
| |                                        |                                        |                                        |                                        |
| 128 | (Spider Hunt)                          | Peter David                            | Alan Kupperberg                        | Juillet 1987                           |
| Jameson recrute Silver Sable pour qu'elle arrêter l'Araignée, ce qu'elle accepte. En rentrant dans son appartement, Peter surprend Felicia en train de parler de lui au Foreigner, au téléphone, et expliquer comment il est tombé dans le piège qu'ils leur ont tendu. |                                        |                                        |                                        |                                        |
| |                                        |                                        |                                        |                                        |
| 129 | (Foreign Affairs)                      | Peter David                            | Alan Kupperberg                        | Août 1987                              |
| Felicia s'enfuit, et Spider-Man traque le Foreigner et elle. Le Foreigner est arrêté. Dans une lettre, Felicia explique à Peter qu'elle a monté le coup pour faire arrêter le Foreigner, et qu'elle ne l'a pas trahi. |                                        |                                        |                                        |                                        |
| |                                        |                                        |                                        |                                        |
| 130 | (24 Hours)                             | Bob Layton                             | Jim Fern                               | Septembre 1987                         |
| Le Hobgoblin joue avec Spider-Man. Il empoisonne Harry Osborn et donne à l'Araignée 24 heures pour trouver un remède dans un jeu de piste. Avec l'aide du docteur Connors et du Caïd, il réussit à sauver Harry, mais le Bouffon s'échappe. |                                        |                                        |                                        |                                        |
| Remarque | Cette histoire continue dans ASM #289. | Cette histoire continue dans ASM #289. | Cette histoire continue dans ASM #289. | Cette histoire continue dans ASM #289. |
| |                                        |                                        |                                        |                                        |
| 131 | (Kraven's Last Hunt Part 3: Descent)   | J. M. DeMatteis                        | Mike Zeck                              | Octobre 1987                           |
| Inquiète de la disparition de Peter, Mary Jane se rend chez Robbie, mais refuse finalement de lui avouer que Peter est Spider-Man. Kraven, habillé du costume noir de l'Araignée, s'engage dans un duel à mort contre la Vermine dans les égouts de New York. |                                        |                                        |                                        |                                        |
| |                                        |                                        |                                        |                                        |
| 132 | (Kraven's Last Hunt Part 6: Ascending) | J. M. DeMatteis                        | Mike Zeck                              | Novembre 1987                          |
| Spider-Man part de chez Kraven et rentre chez lui par les égouts. Il se bat contre la Vermine, qui veut le tuer. Il la met K.O. et la livre à la police, en lui promettant de demander à Reed Richards de s'occuper de lui. Il rentre enfin chez lui, où Mary Jane l'attend. |                                        |                                        |                                        |                                        |
| |                                        |                                        |                                        |                                        |
| 133 | (I Am a Spider)                        | Ann Nocenti                            | Cindy Martin                           | Décembre 1987                          |
| Peter organise un soulèvement dans l'hôpital pour se libérer. Il résout le problème de Tanya et de sa famille. |                                        |                                        |                                        |                                        |
| |                                        |                                        |                                        |                                        |
| 134 | (Sin-Cere)                             | Peter David                            | Sal Buscema                            | Janvier 1988                           |
| Max Dillon est de retour dans la vie civile. Il recommence à voler des joailleries. Stan Carter, le Sin-Eater est aussi libéré de prison grâce à son avocat, un an à peine après avoir tué Jean DeWolff, car sa maladie psychique a été guérie. Spider-Man décide de lui rendre visite pour le prévenir qu'il s'occupera de lui s'il décide de faire du mal à quelqu'un à nouveau, mais il découvre un vieil homme, abîmé, sourd et physiquement affaibli. Carter lui explique que c'est les séquelles de leur dernier combat. Rongé par le remords, Spider-Man s'enfuit. Il se bat contre Electro, qui réussit à le battre. |                                        |                                        |                                        |                                        |
| |                                        |                                        |                                        |                                        |
| 135 | (Sin-Thesis)                           | Peter David                            | Sal Buscema                            | Février 1988                           |
| Alors que la foule veut s'en prendre à Spider-Man, Carter le défend et disperse la masse. Interrogé par la police pour port d'arme, Carter ne révèle pas qu'il souffre d'une profonde schizophrénie. Il passe à la télévision pour expliquer ses méfaits au monde, trahissant une promesse qu'il avait faite à l'Araignée de ne pas utiliser ses crimes pour gagner de la notoriété. Spider-Man se rend sur le plateau et interrompt l'émission ; Carter lui révèle que Jean et lui étaient amants. Electro profite de la situation pour arriver sur le plateau et défier l'Araignée.                                        |                                        |                                        |                                        |                                        |
| |                                        |                                        |                                        |                                        |
| 136 | (Sin-Ister)                            | Peter David                            | Sal Buscema                            | Mars 1988                              |
| Carter commence à écrire ses mémoires afin d'expliquer son trouble de la personnalité. Mary Jane remonte le moral de Peter, qui est plein de remords depuis qu'il a appris que l'état physique de Carter est dû à ses coups. La deuxième personnalité de Carter prend le dessus, et il renfile son costume du Sin-Eater. Il menace de tuer un enfant. Alors que Spider-Man bat Electro, la police abat le Sin-Eater. |                                        |                                        |                                        |                                        |
| |                                        |                                        |                                        |                                        |

#### Tombstone (#137 - #161)
| 137 | (Nowhere to Run, Nowhere to Hide)                        | Gerry Conway                                        | Sal Buscema                                         | Avril 1988                                          |
| Spider-Man rencontre le successeur de la Tarentule, qui exécute à New York une mission d'enlèvement. Peter réfléchit à retourner à l'université, car Mary Jane accepte de payer les charges de leur appartement avec ses cachets de mannequin. Robbie mène une enquête sur Tombstone, mais ce dernier le prend en embuscade et l'agresse. Spider-Man empêche la Tarentule d'enlever la famille d'Elvira. |                                                          |                                                     |                                                     |                                                     |
| |                                                          |                                                     |                                                     |                                                     |
| 138 | (Night of the Flag)                                      | Gerry Conway                                        | Sal Buscema                                         | Mai 1988                                            |
| Captain America, de mèche avec la Tarentule, se bat contre Spider-Man. Cap s'enfuit et Spidey réussit à arrêter la Tarentule. Peter et MJ tentent de faire en sorte qu'Elvira, la maquilleuse de MJ, ne soit pas expulsée du pays, mais échouent. Robbie Robertson enquête sur Tombstone. |                                                          |                                                     |                                                     |                                                     |
| |                                                          |                                                     |                                                     |                                                     |
| 139 | (Grave Memory)                                           | Gerry Conway                                        | Sal Buscema                                         | Juin 1988                                           |
| Quelqu'un paie un tueur à gages pour exécuter Robertson. Spidey arrive à temps pour le sauver. Robbie téléphone à Peter et lui explique que Tombstone et lui sont des ennemis dont l'inimitié remonte à loin. Tombstone invite Robbie à le rencontrer dans un parc. Lorsqu'il arrive, Robbie sort un revolver, mais Tombstone le bat et lui casse le dos. |                                                          |                                                     |                                                     |                                                     |
| |                                                          |                                                     |                                                     |                                                     |
| 140 | (Kill Zone)                                              | Gerry Conway                                        | Sal Buscema                                         | Juillet 1988                                        |
| Peter et MJ rendent visite à Robbie à l'hôpital. Robbie exige que Peter brûle l'enregistrement audio de Robbie où il donne assez de preuves pour mettre Tombstone en prison. Apprenant que Peter est en possession de l'enregistrement, un homme anonyme donne rendez-vous à Peter sur l'île de la statue de la Liberté. Lorsqu'il y arrive, il se fait dessus et tombe nez à nez sur le Punisher. |                                                          |                                                     |                                                     |                                                     |
| |                                                          |                                                     |                                                     |                                                     |
| 141 | (The Tombstone Testament)                                | Gerry Conway                                        | Sal Buscema                                         | Août 1988                                           |
| Peter refuse de détruire l'enregistrement audio. Ben Urich mène l'enquête pour découvrir leur contenu. Tombstone attaque Mary Jane. |                                                          |                                                     |                                                     |                                                     |
| |                                                          |                                                     |                                                     |                                                     |
| 142 | (Will!)                                                  | Gerry Conway                                        | Sal Buscema                                         | Septembre 1988                                      |
| Tombstone téléphone à Peter et l'invite à ce qu'ils se rencontrent à Atlanta. Ils se battent et Spider-Man gagne. Tombstone est arrêté. Robbertson révèle la vérité aux médias. Pendant ce temps, dans le Michigan, la clone de Gwen Stacy est devenue enseignante d'histoire dans un lycée. Subitement attaquée par les hommes de main du High Evolutionary, elle réussit à s'échapper dans les égouts et cherche à entrer en contact avec Peter. |                                                          |                                                     |                                                     |                                                     |
| |                                                          |                                                     |                                                     |                                                     |
| 143 | (Deadline in Dallas)                                     | Gerry Conway                                        | Sal Buscema                                         | Octobre 1988                                        |
| Le Caïd embauche le Punisher pour tuer une cible à Dallas. Peter s'y rend pour signer des autographes sur son album photo, et en profite pour se battre contre le tueur à gages. Pendant ce temps, Gwen Stacy prend le bus pour se rendre à New York et retrouver Peter. |                                                          |                                                     |                                                     |                                                     |
| |                                                          |                                                     |                                                     |                                                     |
| 144 | (An Ill Wind)                                            | Gerry Conway                                        | Sal Buscema                                         | Novembre 1988                                       |
| Peter se rend à San Diego. Il se bat contre Boomerang. Robbie est arrêté par la police fédérale pour avoir gardé secret pendant des années les crimes de Tombstone. |                                                          |                                                     |                                                     |                                                     |
| |                                                          |                                                     |                                                     |                                                     |
| 145 | (The Boomerang Return)                                   | Gerry Conway                                        | Sal Buscema                                         | Décembre 1988                                       |
| Mary Jane rencontre sa cousine Kristy par hasard. Boomerang bat Spidey, l'enchaîne, et l'abandonne sur une embarcation qui coule loin des côtes. L'Araignée réussit à se défaire de ses chaînes et arrête Boomerang. |                                                          |                                                     |                                                     |                                                     |
| |                                                          |                                                     |                                                     |                                                     |
| 146 | (Demon Night)                                            | Gerry Conway                                        | Sal Buscema                                         | Janvier 1989                                        |
| Harry se sent de plus en plus mal et se rappelle les activités de son père, Norman Osborn. Le Hobgoblin l'observe chez lui la nuit. Harry invite Peter à une usine qui lui appartient, mais des machines se dérèglent et Spider-Man doit intervenir. Pendant la nuit, Harry commence à avoir des hallucinations du Bouffon vert. |                                                          |                                                     |                                                     |                                                     |
| |                                                          |                                                     |                                                     |                                                     |
| 147 | (When the Bugle Blows)                                   | Gerry Conway                                        | Sal Buscema                                         | Février 1989                                        |
| Le Bugle et tout Manhattan sont attaqués par des démons. Le Bouffon vert a réussi à défaire le Hobgoblin, qui bat en retraite. |                                                          |                                                     |                                                     |                                                     |
| |                                                          |                                                     |                                                     |                                                     |
| 148 | (Night of the Living Ned)                                | Gerry Conway                                        | Sal Buscema                                         | Mars 1989                                           |
| Les démons qui attaquent Manhattan font revivre les morts. Des zombies de Ned Leeds et de Gwen Stacy sortent de terre. Celui de Ned poursuit Betty Brant jusqu'à son appartement, tandis qu'un zombie de l'Araignée torture Flash sur son toit. Ils réussissent chacun à se défaire des démons. |                                                          |                                                     |                                                     |                                                     |
| |                                                          |                                                     |                                                     |                                                     |
| 149 | (What About Carrion?!)                                   | Gerry Conway                                        | Sal Buscema                                         | Avril 1989                                          |
| Peter est humilié en cours à ESU : il ne suit pas la leçon du professeur car il réfléchit à ce que le High Evolutionary lui a appris sur le prétendu clone de Gwen Stacy qu'il a récemment rencontré (SSM Annual #7). Il ne s'agirait en réalité pas d'un clone mais d'une personne différente qui lui ressemblait. Peter se rend dans un sous-sol de la fac, où il découvre le journal intime de Miles Warren, qui révèle qu'il est tombé amoureux de Gwen lors de leur premier cours, et était jaloux de Peter ; aussi, qu'il a conservé un extrait du sang de Gwen afin d'essayer de la cloner. Peter veut découvrir l'identité de Carrion, une autre créature de Warren. Malcolm McBride, un étudiant de la classe de Peter qui le déteste, le suit et découvre un sérum fabriqué par Warren dans le sous-sol de la fac. Spidey et Carrion se battent, et Peter perd connaissance. Il se réveille au cimetière, sur la tombe de Gwen. Spider-Man bat Carrion. Il se recueille sur la tombe de Gwen et admet encore trop penser à elle. |                                                          |                                                     |                                                     |                                                     |
| |                                                          |                                                     |                                                     |                                                     |
| 150 | (Guilty!)                                                | Gerry Conway                                        | Sal Buscema                                         | Mai 1989                                            |
| Robbie Robertson est jugé par le tribunal de New York, qui le condamne à trois ans de prison. Il est incarcéré dans la cellule jouxtant celle de Tombstone. |                                                          |                                                     |                                                     |                                                     |
| |                                                          |                                                     |                                                     |                                                     |
| 151 | (Lock Up)                                                | Gerry Conway                                        | Sal Buscema                                         | Juin 1989                                           |
| Mary Jane déprime depuis que Cesar a détruit son appartement et qu'elle et Peter doivent vivre chez May. Jameson continue une campagne de diffamation contre Spider-Man dans le Bugle, ce qui fait enrager Peter. Spidey rend visite à Robertson dans sa cellule de prison, mais ce dernier refuse de lui dire qu'il vit en prison sous la menace constante de Tombstone. |                                                          |                                                     |                                                     |                                                     |
| |                                                          |                                                     |                                                     |                                                     |
| 152 | (A Wolf's Tale)                                          | Gerry Conway                                        | Sal Buscema                                         | Juillet 1989                                        |
| Le petit-ami de Glory Grant, Eduardo Lobo, lui révèle qu'il peut se transformer en un loup mutant, et qu'il dirige un groupe criminel. Grâce à des informations que Glory a volées au Bugle, il compte mener une guerre de gang contre le Caïd. Kristy Watson écoute une conversation privée de Peter et de Mary Jane. |                                                          |                                                     |                                                     |                                                     |
| |                                                          |                                                     |                                                     |                                                     |
| 153 | (Siege)                                                  | Gerry Conway                                        | Sal Buscema                                         | Août 1989                                           |
| En rentrant chez May, Mary Jane apprend que Kristy a eu une sorte d'attaque cardiaque. En prison, Tombstone et ses compères préparent une attaque contre Robbie. Spidey se bat contre Hammerhead mais est obligé de s'enfuir. |                                                          |                                                     |                                                     |                                                     |
| |                                                          |                                                     |                                                     |                                                     |
| 154 | (Claws)                                                  | Gerry Conway                                        | Sal Buscema                                         | Septembre 1989                                      |
| Spidey se bat contre le Puma. Kristy, qui est hospitalisée, est diagnostiquée boulimique. |                                                          |                                                     |                                                     |                                                     |
| |                                                          |                                                     |                                                     |                                                     |
| 155 | (Crash Out)                                              | Gerry Conway                                        | Sal Buscema                                         | Octobre 1989                                        |
| Robbie demande à Spider-Man de venir lui rendre visite en prison. Sur ordre de Tombstone, il l'injecte d'un virus qui l'affaiblit. Tombstone l'enchaîne à un mur et le bat. La prison entre en révolution en suivant un plan mis en place par Tombstone, et les prisonniers s'échappent en hélicoptère. Robbie saute sur Tombstone et ils tombent de plusieurs centaines de mètres. |                                                          |                                                     |                                                     |                                                     |
| |                                                          |                                                     |                                                     |                                                     |
| 156 | (The Search for Robbie Robertson)                        | Gerry Conway                                        | Sal Buscema                                         | Novembre 1989                                       |
| Spidey se met à la recherche de Robbie. Mary Jane invite des amis dans son nouvel appartement pour le repeindre. La Chatte noire mène son enquête pour savoir si Mary Jane et Peter sont vraiment mariés. Robbie est retrouvé par un fermier en Pennsylvanie, mais il est grièvement blessé. |                                                          |                                                     |                                                     |                                                     |
| |                                                          |                                                     |                                                     |                                                     |
| 157 | (Shakedown)                                              | Gerry Conway                                        | Sal Buscema                                         | Novembre 1989                                       |
| Jameson révèle à son équipe qu'il n'est plus propriétaire du Bugle à la suite d'une attaque de fonds vautours. Thomas Fireheart, le Puma, devient propriétaire. Alors que Peter et MJ dînent avec Harry, Liz et Flash, une coupure de courant généralisée a lieu dans la ville. Electro se bat contre le Shocker. Robbie et Tombstone se battent dans des champs en Pennsylvanie, et Robbie plante un râteau dans le cœur de Tombstone. |                                                          |                                                     |                                                     |                                                     |
| |                                                          |                                                     |                                                     |                                                     |
| 158 | (The Paste and the Power (Or a Very Sticky Situation))   | Gerry Conway                                        | Sal Buscema                                         | Décembre 1989                                       |
| Spider-Man se bat contre le Traspter, qui le bat à plate couture en l'enveloppant dans une sorte de pâte collante. Il rate un rendez-vous au restaurant avec Mary Jane. Robbie fait appel de la décision de justice pour sortir de prison, sans trop d'espoir. Un ancien conseiller juridique de la Maison Blanche propose à Robbie d'essayer de lui faire obtenir une grâce présidentielle. Lors d'une expérience à ESU, Peter reçoit une décharge d'une énergie nouvelle et obtient des pouvoirs cosmiques. |                                                          |                                                     |                                                     |                                                     |
| Remarque | Cette histoire continue dans Web of Spider-Man #59.      | Cette histoire continue dans Web of Spider-Man #59. | Cette histoire continue dans Web of Spider-Man #59. | Cette histoire continue dans Web of Spider-Man #59. |
| |                                                          |                                                     |                                                     |                                                     |
| 159 | (These Shattered Senses Or A Tale of the Brothers Grimm) | Gerry Conway                                        | Sal Buscema                                         | Janvier 1990                                        |
| Jameson se rend sur le campus d'ESU pour dire à Peter que, comme le Bugle ne lui appartient plus depuis le rachat de Fireheart, il a décidé de lancer un nouveau journal concurrent. Il veut employer Peter, tout en le payant moins. Spider-Man essaie de se faire à ses pouvoirs cosmiques. |                                                          |                                                     |                                                     |                                                     |
| |                                                          |                                                     |                                                     |                                                     |
| 160 | (The Metal in Men's Soul)                                | Gerry Conway                                        | Sal Buscema                                         | Février 1990                                        |
| Le docteur Doom envoie un robot-tueur assassiner Spidey, qui réussit à s'en sortir grâce à ses pouvoirs cosmiques. Il se dispute avec Mary Jane. |                                                          |                                                     |                                                     |                                                     |
| |                                                          |                                                     |                                                     |                                                     |
| 161 | (Pardoned)                                               | Gerry Conway                                        | Sal Buscema                                         | Février 1990                                        |
| Robbie obtient la grâce présidentielle et est libéré. Sa famille organise une fête pour lui et ses amis dans la soirée, mais leur maison est attaquée par le Hobgoblin. Fireheart se transforme en le Puma et chasse le Super Bouffon avec l'aide de Spider-Man. |                                                          |                                                     |                                                     |                                                     |

#### Du retour des Bouffons au retour des parents de Peter (#161 - #216)
| |                                                                                           |                                                                                           |                                                                                           |                                                                                           |
| 162 | (The Demon and the Dead Man)                                                              | Gerry Conway                                                                              | Sal Buscema                                                                               | Mars 1990                                                                                 |
| La prison de haute sécurité appelée le Vault fait l'objet d'une attaque par le Hobgoblin, qui libère Carrion, un clone dégénéré créé par Miles Warren. Spidey continue de mener l'enquête sur Warren, qui a récemment créé un clone de Gwen Stacy et Carrion, contre lequel il s'était battu. Mary Jane essaie de changer les idées de Peter en l'invitant à un pique-nique à ESU. Spidey est enlevé par le Hobgoblin et Carrion. |                                                                                           |                                                                                           |                                                                                           |                                                                                           |
| |                                                                                           |                                                                                           |                                                                                           |                                                                                           |
| 163 | (The Carrion Cure)                                                                        | Gerry Conway                                                                              | Sal Buscema                                                                               | Avril 1990                                                                                |
| Nick Katzenberg se rend chez Mary Jane pour lui montrer des photographies où elle embrasse Peter, qui porte son costume de Spider-Man. Il menace de faire fuiter ces photos dans la presse. Pendant ce temps, Spidey est retenu prisonnier par ses ravisseurs dans les égouts. Il réussit à ramener à la raison Carrion pendant quelques secondes, qui se sacrifie pour protéger Spider-Man d'une bombe du Hobgoblin. Il meurt. |                                                                                           |                                                                                           |                                                                                           |                                                                                           |
| |                                                                                           |                                                                                           |                                                                                           |                                                                                           |
| 164 | (Bugged)                                                                                  | Gerry Conway                                                                              | Sal Buscema                                                                               | Mai 1990                                                                                  |
| Peter et Kate du Bugle sont invités chez l'avocat du Caïd, qui cherche à restaurer sa réputation. Il leur donne une indication sur un cambriolage que le Beetle, qui vient de sortir de prison, compte commettre dans la journée. Peter enfile son costume pour l'arrêter. |                                                                                           |                                                                                           |                                                                                           |                                                                                           |
| |                                                                                           |                                                                                           |                                                                                           |                                                                                           |
| 165 | (Knight and Fogg)                                                                         | Gerry Conway                                                                              | Sal Buscema et al.                                                                        | Juin 1990                                                                                 |
| Jameson invite Peter et Mary Jane à dîner avec les Robertson afin que Peter se réconcilie avec Robbie. Ce dernier ne veut plus lui parler depuis qu'il a appris que Peter a truqué une photo pour le Bugle. Leur discussion est interrompue lorsque l'Arrangeur appelle Peter pour lui demander d'appeler Spider-Man : Knight et Fogg le traquent et vont bientôt le tuer. Spidey arrive chez l'Arrangeur, trop tard. |                                                                                           |                                                                                           |                                                                                           |                                                                                           |
| |                                                                                           |                                                                                           |                                                                                           |                                                                                           |
| 166 | (The Deadly Lads from Liverpool)                                                          | Gerry Conway                                                                              | Sal Buscema                                                                               | Juillet 1990                                                                              |
| Les plus grands seigneurs du crime de New York se réunissent pour discuter de leurs baisses d'activité économique récente, sous l'égide du Caméléon. Peter se rend à Londres pour enquêter sur Knight et Fogg. À la suite d'un choc à la tête, il perd la mémoire. |                                                                                           |                                                                                           |                                                                                           |                                                                                           |
| |                                                                                           |                                                                                           |                                                                                           |                                                                                           |
| 167 | (A Misty Kind of Memory)                                                                  | Gerry Conway                                                                              | Sal Buscema                                                                               | Août 1990                                                                                 |
| Peter est hébergé chez des marins de Liverpool. Le capitaine du bateau sait qu'il est l'Araignée car il l'a repêché de l'eau alors qu'il portait son costume. Étant le frère de Knight, il refuse de l'aider à retrouver sa mémoire. Une confrontation contre Knight et Fogg lui fait retrouver la mémoire. Pendant ce temps, à New York, un acteur célèbre, Jason Jerome, essaie de séduire Mary Jane. Ils s'embrassent. |                                                                                           |                                                                                           |                                                                                           |                                                                                           |
| |                                                                                           |                                                                                           |                                                                                           |                                                                                           |
| 168 | (Sleeping Dogs)                                                                           | Gerry Conway                                                                              | Sal Buscema                                                                               | Septembre 1990                                                                            |
| Alors qu'il se rend en cours, Spider-Man rencontre She-Hulk. Elle le prend au piège. Les Avengers viennent sauver Spidey, et lui expliquent qu'il n'a pas rencontré la véritable She-Hulk, mais une imposteur. Mary Jane parle à Joy Mercado et lui révèle qu'elle a des sentiments pour l'acteur qu'elle a embrassé quand Peter était à Londres. |                                                                                           |                                                                                           |                                                                                           |                                                                                           |
| |                                                                                           |                                                                                           |                                                                                           |                                                                                           |
| 169 | (The Outlaw Trail)                                                                        | Gerry Conway                                                                              | Sal Buscema                                                                               | Octobre 1990                                                                              |
| Mary Jane se rend à un rendez-vous avec Jason Jerome pour lui dire qu'ils ne peuvent plus se voir. Alors qu'il l'embrasse, Mary Jane tombe sur Kristy et Normie. Spider-Man s'allie avec le Puma, le Prowler et d'autres super-héros pour demander des comptes aux Avengers. |                                                                                           |                                                                                           |                                                                                           |                                                                                           |
| |                                                                                           |                                                                                           |                                                                                           |                                                                                           |
| 170 | (The Final Calculation)                                                                   | Gerry Conway                                                                              | Sal Buscema                                                                               | Novembre 1990                                                                             |
| Spider-Man se bat contre Captain America, lorsqu'un autre Spidey arrive et révèle que le premier n'était qu'un imposteur qui s'était fait passer pour lui. Les Avengers et l'Araignée reçoivent la visite d'un Jeune Dieu qui leur explique la situation. |                                                                                           |                                                                                           |                                                                                           |                                                                                           |
| |                                                                                           |                                                                                           |                                                                                           |                                                                                           |
| 171 | (Ordeal)                                                                                  | Gerry Conway                                                                              | Sal Buscema                                                                               | Décembre 1990                                                                             |
| Peter et le Puma décident de régler leurs comptes une fois pour toutes. Le Puma l'invite au Nouveau Mexique pour subir un rituel amérindien ancestral afin de se battre. |                                                                                           |                                                                                           |                                                                                           |                                                                                           |
| |                                                                                           |                                                                                           |                                                                                           |                                                                                           |
| 172 | (Savage Showdown)                                                                         | Gerry Conway                                                                              | Sal Buscema                                                                               | Janvier 1991                                                                              |
| Spider-Man et le Puma se battent. Le monstre qui sommeillait au fond du Puma est exorcisé, et les deux peuvent décider d'une paix commune. Mary Jane invite Jason Jerome chez elle et le morigène, en lui disant qu'elle n'aime que Peter. |                                                                                           |                                                                                           |                                                                                           |                                                                                           |
| |                                                                                           |                                                                                           |                                                                                           |                                                                                           |
| 173 | (Creatures Stirring)                                                                      | Gerry Conway et David Michelinie                                                          | Sal Buscema                                                                               | Février 1991                                                                              |
| Peter est invité chez Jameson pour la fête de Noël. Nick Katzenberg casse le cadeau de Peter à Mary Jane, ce qui le rend fou de rage. Il frappe Katzenberg, et, de honte, quitte la fête. Il se rend chez May, mais tombe sur le docteur Octavius, qui voulait passer la soirée de Noël avec elle. Ils se battent, jusqu'à ce que May ouvre la porte. Octavius s'enfuit. |                                                                                           |                                                                                           |                                                                                           |                                                                                           |
| |                                                                                           |                                                                                           |                                                                                           |                                                                                           |
| 174 | (Dedication)                                                                              | Gerry Conway, David Michelinie et Terry Kavanagh                                          | Sal Buscema                                                                               | Mars 1991                                                                                 |
| Peter et Mary Jane sont invités à se rendre au Bugle pour l'inauguration d'une grande statue de Jameson, qui doit se trouver dans le hall d'entrée du bâtiment du journal. Le docteur Octopus profite de l'occasion pour en découdre avec Jameson. Il tient Mary Jane en otage. |                                                                                           |                                                                                           |                                                                                           |                                                                                           |
| |                                                                                           |                                                                                           |                                                                                           |                                                                                           |
| 175 | (Spouse Trap)                                                                             | David Michelinie                                                                          | Sal Buscema                                                                               | Avril 1991                                                                                |
| Spidey libère Mary Jane, mais Octopus enlève Marla Jameson à la place. Il demande à Jameson de lui donner 20 millions de dollars en échange. Jameson accepte le marché et décide de vendre le Bugle pour obtenir la somme nécessaire. Spider-Man arrive juste à temps pour défaire Octopus et libérer Marla. |                                                                                           |                                                                                           |                                                                                           |                                                                                           |
| |                                                                                           |                                                                                           |                                                                                           |                                                                                           |
| 176 | (The Love of Power)                                                                       | Kurt Busiek                                                                               | Sal Buscema                                                                               | Mai 1991                                                                                  |
| Peter et Joy rencontrent Cedric Forrester, un chef d'entreprise qui détient un laboratoire de recherche dans le sud de la France et qui a commencé à s'étendre aux États-Unis. Spidey aide une femme qui tombe soudainement malade dans la rue ; lorsqu'il rentre chez lui, Mary Jane subit les mêmes symptômes. L'Araignée se bat contre une super-criminelle appelée Corona. |                                                                                           |                                                                                           |                                                                                           |                                                                                           |
| |                                                                                           |                                                                                           |                                                                                           |                                                                                           |
| 177 | (Fever Pitch)                                                                             | Kurt Busiek                                                                               | Sal Buscema                                                                               | Juin 1991                                                                                 |
| Spider-Man cherche un antidote au mal qui a frappé Mary Jane. Normie, le fils de Harry et Liz, est lui aussi tombé malade. Harry recommence à entendre des voix. L'Araignée trouve l'antidote et soigne toutes les personnes qui ont été infectées. |                                                                                           |                                                                                           |                                                                                           |                                                                                           |
| |                                                                                           |                                                                                           |                                                                                           |                                                                                           |
| 178 | (The Child Within Part 1: Up From the Depths)                                             | J. M. DeMatteis                                                                           | Sal Buscema                                                                               | Juillet 1991                                                                              |
| Le Dr. Kafka alerte Spider-Man : Vermine s'est échappé et a recommencé à tuer des innocents. L'Araignée décide de passer la nuit à le chercher afin qu'il ne tue plus personne, se remémorant la culpabilité qu'il avait ressenti à la mort de Ben et de Gwen. Harry commence à avoir des hallucinations au sujet de son père. |                                                                                           |                                                                                           |                                                                                           |                                                                                           |
| |                                                                                           |                                                                                           |                                                                                           |                                                                                           |
| 179 | (The Child Within Part 2: Wounds)                                                         | J. M. DeMatteis                                                                           | Sal Buscema                                                                               | Août 1991                                                                                 |
| Vermine retrouve son ancienne maison, mais son père lui tire dessus. May, Mary Jane et Peter rendent visite à la tombe de Ben, de Richard et Mary Parker au cimetière. Vermine retourne à l'hôpital pour retrouver le Dr. Kafka, mais Spider-Man s'interpose, et il mord Kafka. Harry continue de subir des hallucinations au sujet de son père, qui l'appelle à reprendre le costume du Bouffon vert. |                                                                                           |                                                                                           |                                                                                           |                                                                                           |
| |                                                                                           |                                                                                           |                                                                                           |                                                                                           |
| 180 | (The Child Within Part 3: Shame)                                                          | J. M. DeMatteis                                                                           | Sal Buscema                                                                               | Septembre 1991                                                                            |
| Spider-Man se rend à nouveau au cimetière où sont enterrés ses parents et son oncle Ben. Pendant ce temps, Harry est déchiré par les souvenirs de son père. Il se bat contre une hallucination de Peter, jusqu'à ce qu'il lui rappelle que son père, Norman, a tué Gwen. Norman, en retour, lui rappelle que Peter l'a tué. Harry redevient fou, enfile le costume du Bouffon vert et part pour tuer Peter. |                                                                                           |                                                                                           |                                                                                           |                                                                                           |
| |                                                                                           |                                                                                           |                                                                                           |                                                                                           |
| 181 | (The Child Within Part 4: Guilt)                                                          | J. M. DeMatteis                                                                           | Sal Buscema                                                                               | Octobre 1991                                                                              |
| Harry capture Peter. Il essaie de justifier la mort de Gwen sans imputer la faute à son père. Il lui fait inhaler un gaz qui lui donne des hallucinations. Peter revoit la tombe dans laquelle il a été enterré vivant (Kraven's Last Hunt). Il revoit la tombe de George, Gwen et Ben. Perdant la raison, Peter trouve la force pour se réfugier chez le Dr. Kafka, à visage découvert. |                                                                                           |                                                                                           |                                                                                           |                                                                                           |
| |                                                                                           |                                                                                           |                                                                                           |                                                                                           |
| 182 | (The Child Within Part 5: Reckonings)                                                     | J. M. DeMatteis                                                                           | Sal Buscema                                                                               | Novembre 1991                                                                             |
| Vermine retrouve ses parents, mais la police encercle leur maison pour l'arrêter. À la suite de son hallucination, Peter se rend compte qu'il s'était toujours senti coupable de la mort de ses parents. Il part arrêter Vermine, mais le Bouffon vert l'arrête pour leur dernier combat. |                                                                                           |                                                                                           |                                                                                           |                                                                                           |
| |                                                                                           |                                                                                           |                                                                                           |                                                                                           |
| 183 | (The Child Within Part 6: Into the Dawn)                                                  | J. M. DeMatteis                                                                           | Sal Buscema                                                                               | Décembre 1991                                                                             |
| Harry et Peter se battent. Dans sa folie, Harry accuse Peter d'avoir tué Gwen. Il décide d'abandonner et d'offrir sa vie à Harry, mais ce dernier ne réussit pas à trouver la volonté de le tuer. Harry décide de partir le plus loin possible de New York pour fuir Peter et les souvenirs de son père. Peter se rend sur la tombe de ses parents pour commencer son deuil. |                                                                                           |                                                                                           |                                                                                           |                                                                                           |
| |                                                                                           |                                                                                           |                                                                                           |                                                                                           |
| 184 | (The Child Within: Aftermath)                                                             | J. M. DeMatteis                                                                           | Sal Buscema                                                                               | Janvier 1992                                                                              |
| Spider-Man donne rendez-vous à Mark Raxton, le beau-frère de Harry, pour lui parler de la situation. Harry continue de rôder dans les parages sur son planeur, déchiré entre l'envie d'en découdre avec Peter et celle de partir le plus loin possible. |                                                                                           |                                                                                           |                                                                                           |                                                                                           |
| |                                                                                           |                                                                                           |                                                                                           |                                                                                           |
| 185 | (Another Fine Mess)                                                                       | J. M. DeMatteis                                                                           | Sal Buscema                                                                               | Février 1992                                                                              |
| Spider-Man rencontre Frog-Man, le super-héros dont la véritable identité est Eugène, un jeune adolescent qui ne dispose d'aucun super-pouvoir. Spidey le morigène et, le regrettant quelque temps plus tard, décide de rendre visite à lui et à sa famille pour s'excuser. |                                                                                           |                                                                                           |                                                                                           |                                                                                           |
| |                                                                                           |                                                                                           |                                                                                           |                                                                                           |
| 186 | (Funeral Arrangements Part 1: Settling Scores)                                            | J. M. DeMatteis                                                                           | Sal Buscema                                                                               | Mars 1992                                                                                 |
| Le Vautour est de retour. En train de mourir à cause d'un cancer, il a besoin d'aspirer l'énergie vitale de personnes plus jeunes que lui pour survivre. Spider-Man enquête dans tous les entrepôts du Bouffon vert pour retrouver Harry. May demande à Mary Jane si elle est enceinte. Le Vautour se rend chez May. |                                                                                           |                                                                                           |                                                                                           |                                                                                           |
| |                                                                                           |                                                                                           |                                                                                           |                                                                                           |
| 187 | (Funeral Arrangements Part 2: Desperate Measures)                                         | J. M. DeMatteis                                                                           | Sal Buscema                                                                               | Avril 1992                                                                                |
| A l'article de la mort, le Vautour se rend chez May pour lui demander pardon pour le meurtre de Nathan Lubensky. Peter arrive et est pris en otage. Il réussit à s'échapper des griffes du Vautour et enfile son costume pour se battre contre lui. |                                                                                           |                                                                                           |                                                                                           |                                                                                           |
| |                                                                                           |                                                                                           |                                                                                           |                                                                                           |
| 188 | (Funeral Arrangements Part 3: Final Judgement)                                            | J. M. DeMatteis                                                                           | Sal Buscema                                                                               | Mai 1992                                                                                  |
| Spidey bat le Vautour et le contraint à présenter ses excuses à May. Il est envoyé en prison à nouveau. Harry subit une cure d'intoxication et tombe dans la folie du Bouffon vert originel. Il offre un étrange cadeau à May, destiné à Peter. |                                                                                           |                                                                                           |                                                                                           |                                                                                           |
| |                                                                                           |                                                                                           |                                                                                           |                                                                                           |
| 189 |                                                                                           |                                                                                           |                                                                                           | Juin 1992                                                                                 |
| | (The Osborn Legacy)                                                                       | J. M. DeMatteis                                                                           | Sal Buscema                                                                               |                                                                                           |
| Peter et MJ ouvrent l'étrange cadeau de Harry, qui est le visage du Bouffon vert. Ce dernier enlève Liz, son fils Normie et Mark, et les rassemble à un dîner au sein d'une villa. Spider-Man se joint au repas. Ils se battent, et Harry est arrêté et interné. |                                                                                           |                                                                                           |                                                                                           |                                                                                           |
| | (The Night the World Died)                                                                | J. M. DeMatteis                                                                           | Bob McLeod                                                                                |                                                                                           |
| May se réveille en sursaut, la nuit, après avoir cauchemardé de la mort de Ben Parker. |                                                                                           |                                                                                           |                                                                                           |                                                                                           |
| |                                                                                           |                                                                                           |                                                                                           |                                                                                           |
| 190 | (The Horns of Dilemma)                                                                    | J. M. DeMatteis                                                                           | Sal Buscema                                                                               | Juillet 1992                                                                              |
| Le Dr. Kafka commence une thérapie psychologique avec Harry, mais ce dernier perd fréquemment la raison. Le Rhino est payé par le Bouffon vert pour passer à tabac Peter. Enfilant son costume de Spider-Man, il bat à plate couture le pachyderme. |                                                                                           |                                                                                           |                                                                                           |                                                                                           |
| |                                                                                           |                                                                                           |                                                                                           |                                                                                           |
| 191 | (Eye of the Puma Part 1: The Valley)                                                      | J. M. DeMatteis                                                                           | Sal Buscema                                                                               | Août 1992                                                                                 |
| Peter a un comportement étrange depuis peu. Le retour de ses parents et le combat contre Harry l'ont secoué. Il se dispute avec Mary Jane. Lors d'une vadrouille, il rencontre le Puma. Transportés au Nouveau Mexique, ils se battent et rencontrent le Black Crow. |                                                                                           |                                                                                           |                                                                                           |                                                                                           |
| |                                                                                           |                                                                                           |                                                                                           |                                                                                           |
| 192 | (Eye of the Puma Part 2: The Summit)                                                      | J. M. DeMatteis                                                                           | Sal Buscema                                                                               | Septembre 1992                                                                            |
| Spider-Man et le Puma se battent au Nouveau Mexique. L'Araignée a des hallucinations au sujet de son oncle Ben et de Gwen. |                                                                                           |                                                                                           |                                                                                           |                                                                                           |
| |                                                                                           |                                                                                           |                                                                                           |                                                                                           |
| 193 | (Eye of the Puma Part 3: Over the Edge)                                                   | J. M. DeMatteis                                                                           | Sal Buscema                                                                               | Octobre 1992                                                                              |
| Spidey comprend que le Puma veut tuer un sénateur. Il se rend chez le sénateur pendant la nuit, mais Spidey l'arrête à temps. Fireheart tombe d'un immeuble. |                                                                                           |                                                                                           |                                                                                           |                                                                                           |
| |                                                                                           |                                                                                           |                                                                                           |                                                                                           |
| 194 | (The Death of Vermin Part 1: October Moon)                                                | J. M. DeMatteis                                                                           | Sal Buscema                                                                               | Novembre 1992                                                                             |
| Vermine réussit depuis peu à repasser de sa forme animale à sa forme humaine. Il se fait traiter psychologiquement par le Dr. Kafka. Peter et Mary Jane se réconcilient. Des étranges créatures envahissent la ville. |                                                                                           |                                                                                           |                                                                                           |                                                                                           |
| |                                                                                           |                                                                                           |                                                                                           |                                                                                           |
| 195 | (The Death of Vermin Part 2: Masquerade)                                                  | J. M. DeMatteis                                                                           | Sal Buscema                                                                               | Décembre 1992                                                                             |
| Le Dr. Kafka retrouve Vermine après que ce dernier s'est enfui de leur hôpital. Le Dr. Zemo, qui est à l'origine de la transformation de Vermine, réapparaît après avoir disparu pendant des années. |                                                                                           |                                                                                           |                                                                                           |                                                                                           |
| |                                                                                           |                                                                                           |                                                                                           |                                                                                           |
| 196 | (The Death of Vermin Part 3: Faces)                                                       | J. M. DeMatteis                                                                           | Sal Buscema                                                                               | Janvier 1993                                                                              |
| Vermine réussit à se guérir de sa maladie, et retrouve son identité originelle, celle d'Edward, pour toujours. Il obtient un travail auprès du Dr. Kafka. |                                                                                           |                                                                                           |                                                                                           |                                                                                           |
| |                                                                                           |                                                                                           |                                                                                           |                                                                                           |
| 197 | (X-Men in: Power Play)                                                                    | J. M. DeMatteis                                                                           | Sal Buscema                                                                               | Février 1993                                                                              |
| Peter déjeuner avec ses parents dans un restaurant lorsqu'ils sont attaqués par un super-criminel. Spider-Man fait équipe avec les X-Men pour s'en débarrasser, mais l'ennemi réussit à les battre, Cyclope inclus. |                                                                                           |                                                                                           |                                                                                           |                                                                                           |
| |                                                                                           |                                                                                           |                                                                                           |                                                                                           |
| 198 | (X-Men in: Castles in the Air)                                                            | J. M. DeMatteis                                                                           | Sal Buscema                                                                               | Mars 1993                                                                                 |
| Les X-Men et Spidey coopèrent pour mettre le super-criminel hors d'état de nuire. Ils sont aidés par Jean Grey. Spider-Man propose un marché au super-criminel, qui le refuse et le met K.O. |                                                                                           |                                                                                           |                                                                                           |                                                                                           |
| |                                                                                           |                                                                                           |                                                                                           |                                                                                           |
| 199 | (X-Men in: Falling)                                                                       | J. M. DeMatteis                                                                           | Sal Buscema                                                                               | Avril 1993                                                                                |
| Spider-Man et les X-Men battent le super-criminel. Peter se rend chez tante May et y trouve ses parents. Il reste sur ses gardes, se remémorant des clones de Gwen que le Chacal avait créés pour le déstabiliser. Il se dispute avec son père, Richard. Rentrant à son appartement, il rencontre Harry Osborn, qui a été libéré du Vault grâce à ses avocats. Dans la soirée, il enlève Mary Jane. |                                                                                           |                                                                                           |                                                                                           |                                                                                           |
| |                                                                                           |                                                                                           |                                                                                           |                                                                                           |
| 200 | (Best of Enemies)                                                                         | J. M. DeMatteis                                                                           | Sal Buscema                                                                               | Mai 1993                                                                                  |
| Le Bouffon vert emmène Mary Jane sur le pont Washington, où Gwen Stacy était morte. Ils parlent au sommet du pont, et Harry lui dit qu'il ne pourrait pas lui faire de mal. Il nie toujours la culpabilité de Norman dans la mort de Gwen. Il la ramène à leur appartement. Le lendemain, Harry nargue et provoque Peter en le suivant dans la rue. Spider-Man se rend sur le pont où Gwen est morte et remarque qu'il a toujours eu peur d'y revenir, du fait des souvenirs qui y sont associés, mais qu'il doit maintenant affronter ses peurs. Il part se battre contre Harry mais est défait par ce dernier, qui installe une bombe dans l'immeuble où Spidey se trouve. Dans un dernier éclair de lucidité, Harry le sauve de l'explosion. Il meurt d'une overdose du sérum qui lui donnait ses super-pouvoirs. |                                                                                           |                                                                                           |                                                                                           |                                                                                           |
| |                                                                                           |                                                                                           |                                                                                           |                                                                                           |
| 201 | (Maximum Carnage Part 5 of 14: Over the Line)                                             | J. M. DeMatteis                                                                           | Sal Buscema                                                                               | Juin 1993                                                                                 |
| Spider-Man décide de sauver la Chatte noire, mais part la trace de Carnage. Venom, la Chatte et lui se disputent et se séparent. Peter retourne chez tante May pour prendre du repos. Il se dispute avec son père. |                                                                                           |                                                                                           |                                                                                           |                                                                                           |
| |                                                                                           |                                                                                           |                                                                                           |                                                                                           |
| 202 | (Maximum Carnage Part 9 of 14: The Turning Point)                                         | J. M. DeMatteis                                                                           | Sal Buscema                                                                               | Juillet 1993                                                                              |
| Firestar a une ouverture pour tuer Carnage, mais hésite. Alors qu'elle s'apprête à détruire le symbiote, elle abandonne, considérant que rien ne pourrait justifier sa mort. Venom décide de se lancer lui-même, mais affaiblit considérablement son propre symbiote. Carnage s'échappe pour reprendre des forces. Captain America arrive et propose à Spider-Man son aide. |                                                                                           |                                                                                           |                                                                                           |                                                                                           |
| |                                                                                           |                                                                                           |                                                                                           |                                                                                           |
| 203 | (Maximum Carnage Part 13 of 14: War of the Heart)                                         | J. M. DeMatteis                                                                           | Sal Buscema                                                                               | Août 1993                                                                                 |
| Cloak retrouve Dagger, qui était en vie. Spider-Man décide d'affronter Carnage, seul. Il le bat, mais à cause d'une explosion, Cletus Kasady est mort. Peter se rend à Central Park pour se reposer. Venom s'apprête à attaquer Spider-Man pour régler leur différend, lorsque Carnage sort de l'eau. |                                                                                           |                                                                                           |                                                                                           |                                                                                           |
| |                                                                                           |                                                                                           |                                                                                           |                                                                                           |
| 204 | (Death by Tombstone Part 1: Takeover)                                                     | Steven Grant                                                                              | Sal Buscema                                                                               | Septembre 1993                                                                            |
| Lors d'une réunion présidée par Hammerhead, Tombstone s'invite et bat son vieil adversaire à plate couture. Pendant ce temps, les anciens amis et la famille d'Harry Osborn sont invités chez un notaire pour visionner un enregistrement sur cassette qu'Harry leur a laissés. Peter apprend que son vieil ami lui a laissé une boîte censée contenir des bijoux de famille. Le notaire la lui donne, mais elle ne contient qu'un morceau de papier avec écrit « Je t'ai eu ! ». L'Araignée la détruit et se demande si Harry ne serait pas vivant. Tombstone souhaite organiser un coup de force au sein d'un conseil d'administration. |                                                                                           |                                                                                           |                                                                                           |                                                                                           |
| |                                                                                           |                                                                                           |                                                                                           |                                                                                           |
| 205 |                                                                                           |                                                                                           |                                                                                           | Octobre 1993                                                                              |
| | (Death By Tombstone Part 2: Search and Destroy)                                           | Steven Grant                                                                              | Sal Buscema                                                                               |                                                                                           |
| Alors que Tombstone se rend au conseil d'administration pour organiser son coup de force, Flash Thompson essaie de l'arrêter. Violemment battu, Spider-Man le sauve in extremis. Felicia entre à l'improviste chez Peter et Mary Jane pour exiger que Peter lui donne le nom du responsable. Liz Allen décide de quitter New York pour faire son deuil, obligeant les époux, qui vivaient dans un appartement loué à Osborn Industries, à déménager. L'Araignée voit la Chatte noire se rendre chez Tombstone pour se mesurer à lui, et arrive à temps pour la sauver. Il se fait toutefois battre à son tour. |                                                                                           |                                                                                           |                                                                                           |                                                                                           |
| | (Taps Part 1)                                                                             | Steven Grant                                                                              | Walter McDaniel                                                                           |                                                                                           |
| Heureux d'avoir obtenu des photos compromettantes de Spider-Man grâce au photographe Lance Bannon, Jonah invite au restaurant Robbie Robertson et quelques employés du Bugle. Le repas tourne mal. |                                                                                           |                                                                                           |                                                                                           |                                                                                           |
| |                                                                                           |                                                                                           |                                                                                           |                                                                                           |
| 206 |                                                                                           |                                                                                           |                                                                                           | Novembre 1993                                                                             |
| | (Death by Tombstone Part 3: Fatal Desire)                                                 | Steven Grant                                                                              | Sal Buscema                                                                               |                                                                                           |
| Spider-Man réapparaît alors qu'on le croyait tué par Tombstone. Il récupère le masque de la Chatte noire pour protéger son identité secrète, et rentre à son appartement. Mary Jane a trouvé un nouvel appartement, mais il est loin de l'East Village, où étudie Peter. L'Araignée vient en appui à la Chatte noire et neutralise Tombstone. |                                                                                           |                                                                                           |                                                                                           |                                                                                           |
| | (Taps Part 2: Despair)                                                                    | Steven Grant                                                                              | Walter McDaniel                                                                           |                                                                                           |
| Jameson se fait agresser près des docks, et réussit à s'échapper. |                                                                                           |                                                                                           |                                                                                           |                                                                                           |
| |                                                                                           |                                                                                           |                                                                                           |                                                                                           |
| 207 |                                                                                           |                                                                                           |                                                                                           | Décembre 1993                                                                             |
| | (Screaming Crimson)                                                                       | Steven Grant                                                                              | Sal Buscema                                                                               |                                                                                           |
| Shroud est de retour à New York. Spider-Man se rend compte que le Sanctum Sanctorum, la demeure de Dr. Strange, a été détruit. Peter rend visite à Flash, qui est à l'hôpital depuis son combat contre Tombstone ; ils se disputent. Felicia ne veut plus lui parler. |                                                                                           |                                                                                           |                                                                                           |                                                                                           |
| | (Taps Part 3: New Values)                                                                 | Steven Grant                                                                              | Walter McDaniel                                                                           |                                                                                           |
| Jameson, qui s'était mis en retrait du Bugle, décide une réorganisation de l'organigramme du journal et se trouve une nouvelle place aux côtés de Robbie Robertson. Il espère ainsi peser sur la ligne éditoriale du journal. |                                                                                           |                                                                                           |                                                                                           |                                                                                           |
| |                                                                                           |                                                                                           |                                                                                           |                                                                                           |
| 208 |                                                                                           |                                                                                           |                                                                                           | Janvier 1994                                                                              |
| | (Fear Eats the Soul)                                                                      | Steven Grant                                                                              | Sal Buscema                                                                               |                                                                                           |
| Marla Jameson et Jonah se disputent. Spider-Man se bat aux côtés de Shroud contre des ennemis communs. Ils réussissent à s'en débarrasser. |                                                                                           |                                                                                           |                                                                                           |                                                                                           |
| | (Moving Day)                                                                              | Steven Grant                                                                              | Malcolm Jones III                                                                         |                                                                                           |
| Richard et Mary Parker aident Peter et Mary Jane à emménager dans leur nouvel appartement, à Manhattan. Une fois partis, Mary Jane montre à Peter qu'il dispose d'un grenier qui lui permettra de ranger ses affaires de Spider-Man et de sortir de l'appartement sans être vu. |                                                                                           |                                                                                           |                                                                                           |                                                                                           |
| |                                                                                           |                                                                                           |                                                                                           |                                                                                           |
| 209 |                                                                                           |                                                                                           |                                                                                           | Février 1994                                                                              |
| | (Foreign Objects)                                                                         | Steven Grant                                                                              | Sal Buscema                                                                               |                                                                                           |
| Marla Jameson annonce à Jonah qu'elle souhaite divorcer. Spider-Man se bat contre le Foreigner, lorsqu'arrive un nouvel adversaire du nom de Deadaim. |                                                                                           |                                                                                           |                                                                                           |                                                                                           |
| | (Fateful Distractions)                                                                    | Steven Grant                                                                              | Nelson Ortega                                                                             |                                                                                           |
| Felicia Hardy réfléchit à sa relation avec Flash Thompson. Elle se rend à l'hôpital où il est hospitalisé, et lui propose de se marier. |                                                                                           |                                                                                           |                                                                                           |                                                                                           |
| |                                                                                           |                                                                                           |                                                                                           |                                                                                           |
| 210 |                                                                                           |                                                                                           |                                                                                           | Mars 1994                                                                                 |
| | (Crashing)                                                                                | Steven Grant                                                                              | Sal Buscema                                                                               |                                                                                           |
| L'Araignée s'allie avec le Foreigner, qui fait face à une insurrection menée par ses propres troupes. Il lui fait promettre de ne tuer personne. Pendant ce temps, Marla demande à Jonah de lui accorder plus de temps. Jonah s'engage à le faire, mais Betty Brant arrive dans son bureau et lui demande de venir avec elle pour couvrir un évènement important. Jonah accepte. |                                                                                           |                                                                                           |                                                                                           |                                                                                           |
| | (Truth and Consequences)                                                                  | Steven Grant                                                                              | Nelson Ortega                                                                             |                                                                                           |
| Flash refuse de se marier avec Felicia. Il lui révèle qu'il savait depuis le début qu'elle était la Chatte noire, et qu'il n'est pas certain de l'aimer pour qui elle est vraiment. Ils se séparent. |                                                                                           |                                                                                           |                                                                                           |                                                                                           |
| |                                                                                           |                                                                                           |                                                                                           |                                                                                           |
| 211 | (Pursuit, Part Two: Face Value)                                                           | Mike Lackey                                                                               | Sal Buscema                                                                               | Avril 1994                                                                                |
| Spider-Man ne prend aucune pause depuis qu'il a appris que le retour de ses parents avait été orchestré par le Caméléon et qu'ils n'étaient en réalité que des cyborgs. Mary Jane est anxieuse car Peter ne rentre pas à la maison. Elle appelle la Chatte noire pour avoir de l'aide, mais elle ne répond pas. |                                                                                           |                                                                                           |                                                                                           |                                                                                           |
| Remarque | Cette histoire est la suite de Spider-Man #45. Elle continue dans Web of Spider-Man #112. | Cette histoire est la suite de Spider-Man #45. Elle continue dans Web of Spider-Man #112. | Cette histoire est la suite de Spider-Man #45. Elle continue dans Web of Spider-Man #112. | Cette histoire est la suite de Spider-Man #45. Elle continue dans Web of Spider-Man #112. |
| |                                                                                           |                                                                                           |                                                                                           |                                                                                           |
| 212 | (Rain Dance)                                                                              | Mike Lackey                                                                               | Sal Buscema                                                                               | Mai 1994                                                                                  |
| Le Maître de la Vengeance veut se revanche sur Spider-Man après qu'il l'a battu lors de leur dernier face à face. Spider-Man, qui se remet de l'émotion que lui a procurée la nouvelle de l'identité de ses parents, tombe nez à nez avec le Maître de la Vengeance à Manhattan et se bat contre lui. |                                                                                           |                                                                                           |                                                                                           |                                                                                           |
| |                                                                                           |                                                                                           |                                                                                           |                                                                                           |
| 213 | (Typhoid Attack, Part One)                                                                | Ann Nocenti                                                                               | James Fry                                                                                 | Juin 1994                                                                                 |
| Peter est envoyé par le Bugle sur une scène de crime : des hommes sont retrouvés morts à New York récemment, et semblent avoir été tués par une femme aux pouvoirs étranges appelée Typhoid. Peter invite la femme d'une des victimes, Mary, à se rendre chez eux pour rencontrer Mary Jane, mais Mary se révèle être Typhoid. Elle détruit l'appartement des Parkers. |                                                                                           |                                                                                           |                                                                                           |                                                                                           |
| |                                                                                           |                                                                                           |                                                                                           |                                                                                           |
| 214 | (Typhoid Attack, Part Two: Bloody Justice)                                                | Ann Nocenti                                                                               | James Fry                                                                                 | Juillet 1994                                                                              |
| Peter apprend que Typhoid tue les hommes qui maltraitent ou harcèlent les femmes. Spider-Man va à sa rencontre, et elle lui révèle qu'elle veut le tuer car, pense-t-elle, Spider-Man a tué Gwen Stacy. L'Araignée comprend que Typhoid souffre de schizophrénie. Elle se rend à la police pour être traitée par le docteur Kafka. |                                                                                           |                                                                                           |                                                                                           |                                                                                           |
| |                                                                                           |                                                                                           |                                                                                           |                                                                                           |
| 215 | (The Predator and the Prey, Part One: Monster Within)                                     | Mike Lackey et Tom DeFalco                                                                | Sal Buscema                                                                               | Août 1994                                                                                 |
| Peter est déprimé depuis l'attaque cardiaque de May. Le Bugle demande à Peter d'enquêter sur la disparition de Philip Cussler, un richissime homme d'affaires qui a disparu. Cussler s'est rapproché du Scorpion, avec qui il souhaite coopérer. Spider-Man se rend dans les égouts, où il se bat contre des hommes de main de Cussler. Il vainc le Scorpion, mais, sortant des égouts, il est attaqué par Cussler. Il le frappe sans retenir son coup, et Cussler est hospitalisé. La scène est prise en photo par le Bugle. |                                                                                           |                                                                                           |                                                                                           |                                                                                           |
| |                                                                                           |                                                                                           |                                                                                           |                                                                                           |
| 216 | (The Predator and the Prey, Part Two: Time Is on No Side)                                 | Tom DeFalco et Todd Dezago                                                                | Sal Buscema                                                                               | Septembre 1994                                                                            |
| Le moral de Peter est au plus bas depuis que le Bugle a, à raison, montré que Spider-Man avait attaqué Cussler. Il se rend à l'hôpital pour rendre visite à May. Alors qu'il atterrit sur le toit en costume, il tombe nez à nez avec son sosie, un autre Peter Parker. |                                                                                           |                                                                                           |                                                                                           |                                                                                           |

#### La saga du clone (#217 - #229)
| | | | | |
| 217 | | | | Octobre 1994 |
| | (Power and Responsibility, Part Four: Higher Ground) | Tom DeFalco | Sal Buscema | |
| Peter et Ben se battent, mais sont obligés de coopérer lorsque Judas Traveller ouvre toutes les cellules de Ravencroft, dont celle de Carnage. Peter et Ben s'occupent de Carnage. Judas Traveller s'échappe, et Ben est pris dans une explosion en essayant de le rattraper ; aucun corps n'est retrouvé. | | | | |
| | (The Double, Part Four: The Burial) | J. M. DeMatteis | Liam Sharp | |
| Cette histoire narre l'origine du clone. Il se retrouve dans un parc de base-ball avec le Chacal et Gwen dans les gradins, face à Spider-Man (vu dans ASM #149). Les deux Araignées se battent, tandis que Gwen se débat face au Chacal. Elle lui arrache son masque et, se voyant lui-même, Warren retrouve brièvement sa personnalité normale et sauve Ned Leeds. Le stade explose, et, quand le clone se réveille, il se trouve en bas d'une cheminée industrielle. Croyant être le Peter Parker authentique, il rentre chez lui, et voit Peter embrassant Mary Jane. Convaincu d'être le clone, il décide de quitter sa vie. | | | | |
| Remarque | Ce numéro est précédé par SM #51. Il trouve sa suite dans Spider-Man: The Lost Years (#0 à #3) et dans WSM #118.                                                                                            | Ce numéro est précédé par SM #51. Il trouve sa suite dans Spider-Man: The Lost Years (#0 à #3) et dans WSM #118.                                                                                            | Ce numéro est précédé par SM #51. Il trouve sa suite dans Spider-Man: The Lost Years (#0 à #3) et dans WSM #118.                                                                                            | Ce numéro est précédé par SM #51. Il trouve sa suite dans Spider-Man: The Lost Years (#0 à #3) et dans WSM #118.                                                                                            |
| | | | | |
| 218 | (Back from the Edge, Part Two: When Monsters Roam) | Tom DeFalco et Todd Dezago | Sal Buscema | Novembre 1994 |
| Spider-Man se bat contre le Puma, et sauve Nocturne. Mary Jane, chez sa sœur Gayle, cherche à retisser des liens. | | | | |
| Remarque | Ce numéro est précédé par ASM #395. Il trouve sa suite dans ASM #396. | Ce numéro est précédé par ASM #395. Il trouve sa suite dans ASM #396. | Ce numéro est précédé par ASM #395. Il trouve sa suite dans ASM #396. | Ce numéro est précédé par ASM #395. Il trouve sa suite dans ASM #396. |
| | | | | |
| 219 | (Back from the Edge, Part Five: Two of a Kind) | Tom DeFalco et Todd Dezago | Sal Buscema | Décembre 1994 |
| Spider-Man est blessé par la Chouette, qui l'a empoisonné. Daredevil l'aide à se relever, et ils traquent ensemble la Chouette et le Vautour pour les battre. Mary Jane rend visite à son père pour la première fois depuis longtemps, et ils se réconcilient. | | | | |
| Remarque | Ce numéro est précédé par ASM #396. Il trouve sa suite dans WSM #120. | Ce numéro est précédé par ASM #396. Il trouve sa suite dans WSM #120. | Ce numéro est précédé par ASM #396. Il trouve sa suite dans WSM #120. | Ce numéro est précédé par ASM #396. Il trouve sa suite dans WSM #120. |
| | | | | |
| 220 | (Web of Death Part 2 of 4: A Time to Live) | Tom DeFalco | Sal Buscema | Janvier 1995 |
| Octopus et Stunner récupèrent le corps de Peter, et l'emmènent dans leur laboratoire pour tenter de trouver un antidote. Octavius appelle chez tante May, et Anna lui répond qu'elle souffre d'une maladie inconnue. Octavius trouve finalement un antidote, et Spider-Man, en costume, se réveille sur le toit d'un immeuble, guéri. Il rentre chez lui et retrouve Mary Jane. Peter se rend compte que l'antidote d'Octavius ne fonctionne pas aussi bien que prévu et n'est que temporaire, et qu'il continue de se mourir. Mary Jane lui annonce qu'elle est enceinte. | | | | |
| Remarque | Ce numéro est précédé par ASM #397. Il trouve sa suite dans ASM #398. | Ce numéro est précédé par ASM #397. Il trouve sa suite dans ASM #398. | Ce numéro est précédé par ASM #397. Il trouve sa suite dans ASM #398. | Ce numéro est précédé par ASM #397. Il trouve sa suite dans ASM #398. |
| | | | | |
| 221 | (Web of Death Part 4 of 4: A Time to Die) | Tom DeFalco | Sal Buscema | Février 1995 |
| L'expérience extracorporelle de Peter s'approfondit. Peter rencontre son oncle Ben, ainsi que ses vrais parents. Octavius réussit à sortir Peter de son délire en le guérissant, et lui propose qu'ils s'affrontent un jour prochain, où il se sera pleinement remis. Octavius appelle la police, qui vient l'arrêter et le renvoie en prison, tandis que Spider-Man rentre chez lui et achète un berceau pour son futur enfant. Kaine interrompt le convoi et tue Octopus. | | | | |
| Remarque | Ce numéro est précédé par ASM #398. Il trouve sa suite dans Spider-Man: Funeral for an Octopus #1-#3, puis Spider-Man Unlimited #8.                                                                         | Ce numéro est précédé par ASM #398. Il trouve sa suite dans Spider-Man: Funeral for an Octopus #1-#3, puis Spider-Man Unlimited #8.                                                                         | Ce numéro est précédé par ASM #398. Il trouve sa suite dans Spider-Man: Funeral for an Octopus #1-#3, puis Spider-Man Unlimited #8.                                                                         | Ce numéro est précédé par ASM #398. Il trouve sa suite dans Spider-Man: Funeral for an Octopus #1-#3, puis Spider-Man Unlimited #8.                                                                         |
| | | | | |
| 222 | (Players and Pawns, Part One: False Truths) | Tom DeFalco | Sal Buscema | Mars 1995 |
| Jonah prévient Peter qu'un commissaire de police est en train d'enquêter sur lui et sur Ben Reilly à propos d'un meurtre. Mary Jane passe une batterie de tests médicaux dans le cadre de sa grossesse, mais les médecins découvrent une anomalie. Kaine s'infiltre dans le laboratoire du Chacal que ce dernier a récemment détruit (SM #56). Il découvre qu'il reste dans le repaire une des cuves dans lesquelles Warren conservait les corps qu'il utilisait. Il en sort Peter Parker ; il peut s'agir ou bien de la version originale, ou bien d'un de ses clones. Kaine est pris en embuscade par le Chacal avant que Scrier n'attaque le Chacal à son tour. Kaine donne à Peter les documents volés dans le laboratoire du Chacal, qui montrent que Peter est l'original, mais ce dernier exige d'en savoir plus. Pendant ce temps, Ben Reilly se rend au lycée où Flash enseigne le sport pour voir ce qu'il devient. Le Chacal se rend au centre sportif où Ben se trouve, et l'attaque avec une créature génétiquement modifiée appelée Genetrix. | | | | |
| Remarque | Ce numéro est précédé par SM #56 et Spider-Man: The Clone Journal #1. Il trouve sa suite dans WSM #123. | Ce numéro est précédé par SM #56 et Spider-Man: The Clone Journal #1. Il trouve sa suite dans WSM #123. | Ce numéro est précédé par SM #56 et Spider-Man: The Clone Journal #1. Il trouve sa suite dans WSM #123. | Ce numéro est précédé par SM #56 et Spider-Man: The Clone Journal #1. Il trouve sa suite dans WSM #123. |
| | | | | |
| 223 | | | | Avril 1995 |
| | (Aftershocks, Part Two: Schemes & Dreams: For Future Screams) | Tom DeFalco | Sal Buscema | |
| Mary Jane invite Ben chez elle pour discuter de comment faire sortir Peter de prison. Joe Robertson va voir Peter dans sa cellule. Il veut que le Bugle publie une interview avec Peter pour qu'il donne son point de vue sur l'affaire, mais Peter refuse : il ne peut pas lui dire que si les juges ont trouvé ses empreintes digitales sur la scène du crime à Salt Like City, c'est parce que son clone les y a laissées. Le clone de Peter qui est sorti de la cuve du professeur Warren dans son laboratoire récemment est arrivé à New York et ne comprend toujours pas ce qu'il y fait, et qui il est. Le clone de Peter qui est sorti de la cuve du professeur Warren dans son laboratoire récemment est arrivé à New York et se rend au cimetière ; la vue de la tombe de Ben et May Parker lui permet de se remémorer qui il est. | | | | |
| | (The Parker Legacy, Part Three: The Beginning) | J. M. DeMatteis | John Romita Jr. | |
| Le clone de Peter est tétanisé et ignore s'il doit ou non sauver les passagers à bord du bus ; le conducteur réussit toutefois à revenir sur la route tout seul. Plein de doute, le clone fait une escale dans un village avant de reprendre la route vers l'Ouest. Il sauve un autre voyageur, Clifford, qui prévoyait de se suicider. Il se choisit le nom de Ben Reilly. | | | | |
| Remarque | Ce numéro est précédé par SM #57. Il trouve sa suite dans WSM #124. | Ce numéro est précédé par SM #57. Il trouve sa suite dans WSM #124. | Ce numéro est précédé par SM #57. Il trouve sa suite dans WSM #124. | Ce numéro est précédé par SM #57. Il trouve sa suite dans WSM #124. |
| | | | | |
| 224 | (The Mark of Kaine, Part Four: The Assassin With My Face) | Tom DeFalco | Sal Buscema | Mai 1995 |
| Le clone de Peter, qui essayait de se faire passer pour le Peter Parker original, révèle son vrai visage. Kaine apprend à Peter qu'il s'agit d'un clone, programmé pour être une machine à tuer par le Chacal. Ben et Kaine se battent contre le clone, tandis que Peter met Mary Jane en sécurité. Il retourne sur ses pas pour aider Ben. Kaine réussit à tuer le clone. Ben propose à Peter de prendre sa place en prison, ce qu'il accepte. | | | | |
| Remarque | Ce numéro est précédé par SM #58. Il trouve sa suite dans Spider-Man Unlimited #9. | Ce numéro est précédé par SM #58. Il trouve sa suite dans Spider-Man Unlimited #9. | Ce numéro est précédé par SM #58. Il trouve sa suite dans Spider-Man Unlimited #9. | Ce numéro est précédé par SM #58. Il trouve sa suite dans Spider-Man Unlimited #9. |
| | | | | |
| 225 | | | | Juin 1995 |
| | (Crossfire, Part Three: The Return of the Green Goblin) | Tom DeFalco | Sal Buscema | |
| Peter se rend sur la tombe d'Harry Osborn. Il a récemment vu le Bouffon vert, mais ignore qui est derrière son masque. Mary Jane et Peter hésitent à avorter ; selon le Dr. Trainer, le bébé pourrait être difforme à cause du sang radioactif. Spider-Man se bat contre un malfrat qui terroriste un quartier de New York, et rencontre le Bouffon vert. Le Chacal, qui les observe de loin, se rend compte qu'il ne s'agit pas de Norman Osborn sous le masque. | | | | |
| | (He Was Such a Nice Boy...) | Tom DeFalco | Sal Buscema | |
| Ben Urich enquête sur la vie de Peter Parker. Il interroge Flash, qui assure que son ancien camarade de classe ne saurait tuer personne. L'ancien principal du lycée, M. Davis, remarque que Peter avait été le meilleur élève de son lycée, mais qu'il avait comme changé du jour au lendemain. Betty Brant défend Peter en assurant, à l'instar de Flash, qu'il ne pourrait jamais tuer qui que ce soit. | | | | |
| Remarque | Ce numéro est précédé par SM #59. Il trouve sa suite dans WSM #126. | Ce numéro est précédé par SM #59. Il trouve sa suite dans WSM #126. | Ce numéro est précédé par SM #59. Il trouve sa suite dans WSM #126. | Ce numéro est précédé par SM #59. Il trouve sa suite dans WSM #126. |
| | | | | |
| 226 | (The Trial of Peter Parker, Part Four: The Final Verdict) | Tom DeFalco | Sal Buscema | Juillet 1995 |
| Spider-Man vole au secours de Ben Reilly avant que Kaine ne puisse le tuer. Kaine se laisse être arrêté par la police afin que Peter soit innocenté. Un clone de Peter Parker, ou peut-être est-ce le Peter Parker original, se rend dans la tanière du Chacal. Ce dernier prépare une nouvelle version du virus Carrion. Alors que Peter, Ben et MJ arrivent à l'appartement pour célébrer la fin du procès, le docteur Seward Trainer appelle. Le fœtus semble en bonne santé, mais Trainer révèle que l'étude de l'embryon montre qu'un des parents est peut-être un clone. Peter et Ben font des tests, et apprennent que Peter était bien le clone depuis le début. Peter devient fou, frappe Mary Jane, et s'enfuit. | | | | |
| Remarque | Ce numéro est précédé par SM #60. Il trouve sa suite dans Spider-Man: The Jackal Files #1 et New Warriors #61.                                                                                              | Ce numéro est précédé par SM #60. Il trouve sa suite dans Spider-Man: The Jackal Files #1 et New Warriors #61.                                                                                              | Ce numéro est précédé par SM #60. Il trouve sa suite dans Spider-Man: The Jackal Files #1 et New Warriors #61.                                                                                              | Ce numéro est précédé par SM #60. Il trouve sa suite dans Spider-Man: The Jackal Files #1 et New Warriors #61.                                                                                              |
| | | | | |
| 227 | (Maximum Clonage, Part Five: If Death Be My Destiny) | Tom DeFalco | Sal Buscema | Août 1995 |
| Spider-Man retrouve le premier clone de Gwen et est sur le point de la ramener au laboratoire du Chacal, lorsque Mary Jane utilise un traçeur-araignée pour alerter Peter. Il fait un détour par son appartement. Mary Jane rencontre le clone de Gwen. Spidercide désobéit au Chacal, car Scrier a retiré le facteur dégénérant qui menaçait de le tuer à tout moment. Spidercide tue Kaine, et met Ben à terre. Le Chacal ordonne à un clone de tuer Ben et part mettre son plan, qui consiste à tuer tous les humains pour les remplacer par des clones, à exécution. | | | | |
| Remarque | Ce numéro est précédé par SM #61. Il trouve sa suite dans Spider-Man Maximum Clonage #2 (Omega) | Ce numéro est précédé par SM #61. Il trouve sa suite dans Spider-Man Maximum Clonage #2 (Omega) | Ce numéro est précédé par SM #61. Il trouve sa suite dans Spider-Man Maximum Clonage #2 (Omega) | Ce numéro est précédé par SM #61. Il trouve sa suite dans Spider-Man Maximum Clonage #2 (Omega) |
| | | | | |
| 228 | (Time Bomb, Part One: Run For Your Life) | Tom DeFalco et Todd Dezago | Sal Buscema | Septembre 1995 |
| Peter fait un cauchemar où Kaine lui annonce qu'il va tuer Mary Jane. Où qu'il aille, il voit le visage du Chacal. Il se rend compte que le Chacal l'a programmé pour qu'il tue MJ. Peter dit à sa femme de fuir avant qu'il ne soit obligé de la tuer, bien qu'il lutte contre le programme que le Chacal a installé dans son esprit. Mary Jane utilise le numéro de téléphone que lui a laissé Ben Reilly, qui mène aux New Warriors. Alors que Spider-Man s'apprête à tuer Mary Jane, les New Warriors arrivent pour l'en empêcher. | | | | |
| Remarque | Ce numéro est précédé par Spider-Man Unlimited #10. Il trouve sa suite dans WSM #129. | Ce numéro est précédé par Spider-Man Unlimited #10. Il trouve sa suite dans WSM #129. | Ce numéro est précédé par Spider-Man Unlimited #10. Il trouve sa suite dans WSM #129. | Ce numéro est précédé par Spider-Man Unlimited #10. Il trouve sa suite dans WSM #129. |
| | | | | |
| 229 | (The Greatest Responsibility, Part Three: No More the Hero) | Tom DeFalco | Sal Buscema | Octobre 1995 |
| Spider-Man et Scarlet Spider partent à la recherche de la docteur Octopus. Mary Jane obtient un travail en tant que mannequin, mais subit un malaise. Les médecins analysent son sang et remarquent des traces de radioactivité. Le docteur Trainer arrive en renfort, et dit avoir préparé un antidote ces dernières semaines, qui devrait bientôt être prêt. Spider-Man et Scarlet Spider s'infiltrent dans le laboratoire sous-marin d'Octopus. Ils récupèrent l'antidote, qui améliore l'état de santé de Mary Jane. Peter prend la décision d'arrêter d'être Spider-Man, et donne son costume à Ben Reilly. | | | | |
| Remarque | Ce numéro est précédé par Spider-Man Team-Up #1 et par l'arc narratif de la planète des symbiotes. Il clôt la première partie de la saga du clone. Il trouve sa suite dans Spider-Man: The Parker Years #1. | Ce numéro est précédé par Spider-Man Team-Up #1 et par l'arc narratif de la planète des symbiotes. Il clôt la première partie de la saga du clone. Il trouve sa suite dans Spider-Man: The Parker Years #1. | Ce numéro est précédé par Spider-Man Team-Up #1 et par l'arc narratif de la planète des symbiotes. Il clôt la première partie de la saga du clone. Il trouve sa suite dans Spider-Man: The Parker Years #1. | Ce numéro est précédé par Spider-Man Team-Up #1 et par l'arc narratif de la planète des symbiotes. Il clôt la première partie de la saga du clone. Il trouve sa suite dans Spider-Man: The Parker Years #1. |
| | | | | |

#### Spectacular Scarlet Spider (#1 - #2)
| 1 | (Virtual Mortality, Par Four: Between a Rock and a Hard Drive)                                                                                 | Todd Dezago | Sal Buscema | Novembre 1995 |
| Ben apprend que la conscience de Trainer est restée bloquée dans le cyberespace après leur combat contre la docteur Octopus. Trainer communique avec Ben, pour le prévenir qu'Octopus va organiser une nouvelle attaque au Club Noir, où Ben travaille désormais comme garde du corps, le soir-même. Ben apprend que le malfrat pour lequel il était garde du corps, Jason Tso, travaille en réalité pour Alistair Smythe. | | | | |
| Remarque | Ce numéro est précédé par Scarlet Spider #1. Il trouve sa suite dans Web of Scarlet Spider #2.                                                 | Ce numéro est précédé par Scarlet Spider #1. Il trouve sa suite dans Web of Scarlet Spider #2.                                                 | Ce numéro est précédé par Scarlet Spider #1. Il trouve sa suite dans Web of Scarlet Spider #2.                                                 | Ce numéro est précédé par Scarlet Spider #1. Il trouve sa suite dans Web of Scarlet Spider #2.                                                 |
| | | | | |
| 2 | (Arachnis Ex Machina: Spider in the Machine)                                                                                                   | Todd Dezago | Sal Buscema | Décembre 1995 |
| | | | | |
| Remarque | Ce numéro est précédé par Scarlet Spider #2. Il trouve sa suite dans Sensational Spider-Man Wizard Mini Comic #3 et Sensational Spider-Man #0. | Ce numéro est précédé par Scarlet Spider #2. Il trouve sa suite dans Sensational Spider-Man Wizard Mini Comic #3 et Sensational Spider-Man #0. | Ce numéro est précédé par Scarlet Spider #2. Il trouve sa suite dans Sensational Spider-Man Wizard Mini Comic #3 et Sensational Spider-Man #0. | Ce numéro est précédé par Scarlet Spider #2. Il trouve sa suite dans Sensational Spider-Man Wizard Mini Comic #3 et Sensational Spider-Man #0. |
| | | | | |

#### Spectacular Spider-Man (#230 - #263)
| 230      | (Brother's Keeper) | Todd Dezago | Sal Buscema | Janvier 1996 |
|          | | | | |
| Remarque | Ce numéro est précédé par Web of Scarlet Spider #4. Il trouve sa suite dans Spider-Man Punisher – Family Plot #1-#2.             | Ce numéro est précédé par Web of Scarlet Spider #4. Il trouve sa suite dans Spider-Man Punisher – Family Plot #1-#2.             | Ce numéro est précédé par Web of Scarlet Spider #4. Il trouve sa suite dans Spider-Man Punisher – Family Plot #1-#2.             | Ce numéro est précédé par Web of Scarlet Spider #4. Il trouve sa suite dans Spider-Man Punisher – Family Plot #1-#2.             |
|          | | | | |
| 231      | (Reluctant Lazarus) | Todd Dezago | Sal Buscema | Février 1996 |
|          | | | | |
| Remarque | Ce numéro est précédé par Spider-Man Unlimited #11 et Spider-Man Team-Up #2. Il trouve sa suite dans Sensational Spider-Man #2.  | Ce numéro est précédé par Spider-Man Unlimited #11 et Spider-Man Team-Up #2. Il trouve sa suite dans Sensational Spider-Man #2.  | Ce numéro est précédé par Spider-Man Unlimited #11 et Spider-Man Team-Up #2. Il trouve sa suite dans Sensational Spider-Man #2.  | Ce numéro est précédé par Spider-Man Unlimited #11 et Spider-Man Team-Up #2. Il trouve sa suite dans Sensational Spider-Man #2.  |
|          | | | | |
| 232      | (A Show of Force) | Todd Dezago | Sal Buscema | Mars 1996 |
|          | | | | |
| Remarque | Ce numéro est précédé par SM #66. Il trouve sa suite dans Sensational Spider-Man #3.                                             | Ce numéro est précédé par SM #66. Il trouve sa suite dans Sensational Spider-Man #3.                                             | Ce numéro est précédé par SM #66. Il trouve sa suite dans Sensational Spider-Man #3.                                             | Ce numéro est précédé par SM #66. Il trouve sa suite dans Sensational Spider-Man #3.                                             |
|          | | | | |
| 233      | (Inner Demons) | Todd Dezago | Sal Buscema | Avril 1996 |
|          | | | | |
| Remarque | Ce numéro est précédé par SM #67. Il trouve sa suite dans Sensational Spider-Man #4.                                             | Ce numéro est précédé par SM #67. Il trouve sa suite dans Sensational Spider-Man #4.                                             | Ce numéro est précédé par SM #67. Il trouve sa suite dans Sensational Spider-Man #4.                                             | Ce numéro est précédé par SM #67. Il trouve sa suite dans Sensational Spider-Man #4.                                             |
|          | | | | |
| 234      | (Leap of Faith) | Todd Dezago | Sal Buscema | Mai 1996 |
|          | | | | |
| Remarque | Ce numéro est précédé par SM #68. Il trouve sa suite dans Sensational Spider-Man #5.                                             | Ce numéro est précédé par SM #68. Il trouve sa suite dans Sensational Spider-Man #5.                                             | Ce numéro est précédé par SM #68. Il trouve sa suite dans Sensational Spider-Man #5.                                             | Ce numéro est précédé par SM #68. Il trouve sa suite dans Sensational Spider-Man #5.                                             |
|          | | | | |
| 235      | (Puppets) | Todd Dezago | Sal Buscema | Juin 1996 |
|          | | | | |
| Remarque | Ce numéro est précédé par SM #70. Il trouve sa suite dans Green Goblin #10 et SSM #236.                                          | Ce numéro est précédé par SM #70. Il trouve sa suite dans Green Goblin #10 et SSM #236.                                          | Ce numéro est précédé par SM #70. Il trouve sa suite dans Green Goblin #10 et SSM #236.                                          | Ce numéro est précédé par SM #70. Il trouve sa suite dans Green Goblin #10 et SSM #236.                                          |
|          | | | | |
| 236      | (Free Will) | Todd Dezago | Sal Buscema | Juillet 1996 |
|          | | | | |
| Remarque | Ce numéro est précédé par SSM #235 et Green Goblin #10. Il trouve sa suite dans Sensational Spider-Man #7.                       | Ce numéro est précédé par SSM #235 et Green Goblin #10. Il trouve sa suite dans Sensational Spider-Man #7.                       | Ce numéro est précédé par SSM #235 et Green Goblin #10. Il trouve sa suite dans Sensational Spider-Man #7.                       | Ce numéro est précédé par SSM #235 et Green Goblin #10. Il trouve sa suite dans Sensational Spider-Man #7.                       |
|          | | | | |
| 237      | (Little Deaths) | Todd Dezago | Sal Buscema | Août 1996 |
|          | | | | |
| Remarque | Ce numéro est précédé par SM #71. Il trouve sa suite dans Spider-Man Unlimited #13.                                              | Ce numéro est précédé par SM #71. Il trouve sa suite dans Spider-Man Unlimited #13.                                              | Ce numéro est précédé par SM #71. Il trouve sa suite dans Spider-Man Unlimited #13.                                              | Ce numéro est précédé par SM #71. Il trouve sa suite dans Spider-Man Unlimited #13.                                              |
|          | | | | |
| 238      | (Suicidal Tendencies) | Todd Dezago | Sal Buscema | Septembre 1996 |
|          | | | | |
| Remarque | Ce numéro est précédé par Sensational Spider-Man #10. Il trouve sa suite dans SSM #239..                                         | Ce numéro est précédé par Sensational Spider-Man #10. Il trouve sa suite dans SSM #239..                                         | Ce numéro est précédé par Sensational Spider-Man #10. Il trouve sa suite dans SSM #239..                                         | Ce numéro est précédé par Sensational Spider-Man #10. Il trouve sa suite dans SSM #239..                                         |
|          | | | | |
| 239      | (Sudden Sacrifices) | Todd Dezago | Sal Buscema | Octobre 1996 |
|          | | | | |
| Remarque | Ce numéro est précédé par SSM #238. Il trouve sa suite dans ASM Annual 1996.                                                     | Ce numéro est précédé par SSM #238. Il trouve sa suite dans ASM Annual 1996.                                                     | Ce numéro est précédé par SSM #238. Il trouve sa suite dans ASM Annual 1996.                                                     | Ce numéro est précédé par SSM #238. Il trouve sa suite dans ASM Annual 1996.                                                     |
|          | | | | |
| 240      | (Walking Into Spider Webs) | Todd Dezago | Luke Ross | Novembre 1996 |
|          | | | | |
| Remarque | Ce numéro est précédé par Spider-Man Unlimited #14 et Spider-Man Team-Up #5. Il trouve sa suite dans Sensational Spider-Man #11. | Ce numéro est précédé par Spider-Man Unlimited #14 et Spider-Man Team-Up #5. Il trouve sa suite dans Sensational Spider-Man #11. | Ce numéro est précédé par Spider-Man Unlimited #14 et Spider-Man Team-Up #5. Il trouve sa suite dans Sensational Spider-Man #11. | Ce numéro est précédé par Spider-Man Unlimited #14 et Spider-Man Team-Up #5. Il trouve sa suite dans Sensational Spider-Man #11. |
|          | | | | |
| 241      | (A New Day Dawning) | J. M. DeMatteis | Luke Ross | Décembre 1996 |
|          | | | | |
| Remarque | Ce numéro est précédé par SM #75. Il trouve sa suite dans Spider-Man: The Osborn Journal.                                        | Ce numéro est précédé par SM #75. Il trouve sa suite dans Spider-Man: The Osborn Journal.                                        | Ce numéro est précédé par SM #75. Il trouve sa suite dans Spider-Man: The Osborn Journal.                                        | Ce numéro est précédé par SM #75. Il trouve sa suite dans Spider-Man: The Osborn Journal.                                        |
|          | | | | |
| 242      | (Facedancing) | J. M. DeMatteis | Luke Ross | Janvier 1997 |
|          | | | | |
|          | | | | |
| 243      | (Who Am I) | J. M. DeMatteis | Luke Ross | Février 1997 |
|          | | | | |
|          | | | | |
| 244      | (Backlash) | J. M. DeMatteis | Luke Ross | Mars 1997 |
|          | | | | |
|          | | | | |
| 245      | (Kravinov's Revenge) | J. M. DeMatteis | Luke Ross | Avril 1997 |
|          | | | | |
|          | | | | |
| 246      | (The Legion of Losers) | J. M. DeMatteis et Glenn Greenberg                                                                                               | Luke Ross | Mai 1997 |
|          | | | | |
|          | | | | |
| 247      | (Mad Jack) | J. M. DeMatteis | Luke Ross | Juin 1997 |
|          | | | | |
|          | | | | |
| -1       | (That Thompson Boy) | J. M. DeMatteis | Luke Ross | Juillet 1997 |
|          | | | | |
|          | | | | |
| 248      | (From the Shadows) | J. M. DeMatteis et Mark Bernardo                                                                                                 | Luke Ross | Août 1997 |
|          | | | | |
|          | | | | |
| 249      | (Into the Light) | Mark Bernardo | Luke Ross | Septembre 1997 |
|          | | | | |
|          | | | | |
| 250      | (Citizen Osborn) | J. M. DeMatteis | Luke Ross | Octobre 1997 |
|          | | | | |
|          | | | | |
| 251      | (Son of the Hunter) | J. M. DeMatteis | Luke Ross | Novembre 1997 |
|          | | | | |
|          | | | | |
| 252      | (Son of the Hunter, Part 2) | J. M. DeMatteis | Mike Deodato Jr. | Décembre 1997 |
|          | | | | |
|          | | | | |
| 253      | (Son of the Hunter, Part 3) | J. M. DeMatteis | Luke Ross | Janvier 1998 |
|          | | | | |
|          | | | | |
| 254      | (Angst) | Tom DeFalco | Luke Ross | Février 1998 |
|          | | | | |
|          | | | | |
| 255      | (Something Goblin This Way Comes)                                                                                                | J. M. DeMatteis et Tom DeFalco                                                                                                   | Luke Ross | Mars 1998 |
|          | | | | |
|          | | | | |
| 256      | (Through the Looking Glass) | J. M. DeMatteis | Luke Ross | Avril 1998 |
|          | | | | |
|          | | | | |
| 257      | (Prodigy) | J. M. DeMatteis | Luke Ross | Mai 1998 |
|          | | | | |
|          | | | | |
| 258      | (Man of the People) | Glenn Greenberg et J. M. DeMatteis                                                                                               | Luke Ross | Juin 1998 |
|          | | | | |
|          | | | | |
| 259      | (Survivor of the Big Lie) | Glenn Greenberg et Roger Stern                                                                                                   | Luke Ross | Juillet 1998 |
|          | | | | |
|          | | | | |
| 260      | (Spider in the Middle) | Glenn Greenberg et Roger Stern                                                                                                   | Luke Ross | Août 1998 |
|          | | | | |
|          | | | | |
| 261      | (Bad Business) | Glenn Greenberg et Roger Stern                                                                                                   | Luke Ross | Septembre 1998 |
|          | | | | |
|          | | | | |
| 262      | (The Gathering of Five part 4 of 5: A Day in the Life)                                                                           | John Byrne | Luke Ross | Octobre 1998 |
|          | | | | |
|          | | | | |
| 263      | (The Final Chapter part 3 of 4: The Triumph of the Goblin)                                                                       | Howard Mackie | Luke Ross | Novembre 1998 |
|          | | | | |
| Remarque | Cette histoire continue dans Spider-Man #98.                                                                                     | Cette histoire continue dans Spider-Man #98.                                                                                     | Cette histoire continue dans Spider-Man #98.                                                                                     | Cette histoire continue dans Spider-Man #98.                                                                                     |
|          | | | | |

### Spectacular Spider-Man Annuals
| |                                                                          |                          |                                  |      |
| 1 | L'Homme l'appellera...Octopus ! (And Men shall call him...Octopus!)      | Bill Mantlo              | Rich Buckler et Jim Mooney       | 1979 |
| Peter Parker étudie un tentacule du Dr Octopus mais celui-ci reprend vie pour retrouver son maître. Spider-Man le suit et découvre qu'Octopus veut s'emparer d'un sous-marin nucléaire. Lorsqu'Octopus prend possession du sous-marin, Spider-Man l'affronte dans les entrailles du navire. Lorsque le sous-marin coule, Spider-Man parvient à s'échapper mais Octopus se noie, retenu par un de ses tentacules qui est resté coincé. |                                                                          |                          |                                  |      |
| |                                                                          |                          |                                  |      |
| 2 | Et le glaive criait..."Vengeance !" (Vengeance is mine sayeth the sword) | Ralph Macchio            | Jim Mooney                       | 1980 |
| Sur les docks, Spider-man croise un escrimeur masqué qui se fait appeler Rapière. Silvermane menace J. Jonah Jameson qui a fait paraître des articles contre la pègre. Spider-Man intime à Silvermane de ne pas s'en prendre à Jameson. Silvermane est confronté à Rapière, qui n'est autre que Dominic Tyrone, un ancien associé qu'il a trahi. Celui-ci veut se venger et le tuer. Spider-Man l'en empêche. Rapière s'enfuit tout en espérant revenir se venger de Silvermane. |                                                                          |                          |                                  |      |
| |                                                                          |                          |                                  |      |
| 3 |                                                                          |                          |                                  | 1981 |
| | (Dark Side of the Moon)                                                  | David Kraft              | Jim Sherman et Al Weiss          |      |
| Le fils de Jameson, sous la forme de l'Homme-Loup, réapparaît à Manhattan, alors qu'il était tenu pour mort. L'Araignée apprend qu'une mystérieuse pierre de lune lui a permis de se tenir en vie. Il fait appel au Dr Connors pour essayer de se guérir. |                                                                          |                          |                                  |      |
| | (Aunt May's Photo Album)                                                 | Roger Stern              | Marie Severin et John Romita Sr. |      |
| L'album photo de tante May présente une série de photos accompagnée des commentaires de May. Elles retracent la jeunesse de May et celle de Peter, du lycée aux années après l'université, en passant par sa vie de couple avec Gwen Stacy et Mary Jane Watson. |                                                                          |                          |                                  |      |
| |                                                                          |                          |                                  |      |
| 4 |                                                                          |                          |                                  | 1984 |
| | (Memory Lane)                                                            | Bill Mantlo              | Kerry Gammill et Sal Buscema     |      |
| May se remémore sa jeunesse, lorsqu'elle sortait avec Johnny Jerome, un malfrat new-yorkais. Spider-Man part en patrouille, contrôlé par son costume noir. Peter mène l'enquête sur ce qui trouble May et découvre la vérité. |                                                                          |                          |                                  |      |
| | (Cat and Mouse)                                                          | Bob Denatale             | Ron Randall                      |      |
| Spidey offre une carafe à vin à la Chatte noire, mais elle disparaît. Des objets étranges apparaissent dans son appartement. La Chatte enquête et découvre que c'est une ancienne amie à elle, voleuse, qui lui jouait un tour. |                                                                          |                          |                                  |      |
| |                                                                          |                          |                                  |      |
| 5 | (Ace)                                                                    | Peter David              | Mark Beachum                     | 1985 |
| Spider-Man et Jean DeWolff enquêtent sur des règlements de compte entre gangs de New York. Spidey suit la trace du Reaper. |                                                                          |                          |                                  |      |
| |                                                                          |                          |                                  |      |
| 6 | (Ace II)                                                                 | Peter David              | Mark Beachum                     | 1986 |
| Peter repense à Ace, qu'il n'a plus vu depuis plusieurs mois. Il aide tante May à organiser une brocante. |                                                                          |                          |                                  |      |
| |                                                                          |                          |                                  |      |
| 7 | (The Honeymoon)                                                          | James Owsley             | Alan Kupperberg                  | 1987 |
| Après leur mariage, Mary Jane et Peter se rendent à Cassis, dans le sud de la France. Le Puma les y retrouve. Peter est jaloux des fréquentations de Mary Jane. Firehart envoie Peter en mission à Marseille, mais il ignore qu'il s'agit d'un traquenard. Il le déjoue et les jeunes mariés rentrent à New York. |                                                                          |                          |                                  |      |
| |                                                                          |                          |                                  |      |
| 8 | (Return to Sender)                                                       | Gerry Conway             | Mark Bagley                      | 1988 |
| Des robots poursuivent une jeune femme. L'Araignée se bat contre les robots, mais se rend compte que la femme en question est Gwen Stacy. Cela le trouble, car il considère qu'il l'aime toujours. Le High Evolutionary veut étudier la structure génétique du clone de Gwen afin de comprendre comment ramener des êtres morts à la vie. Gwen se rend à l'appartement de Peter et MJ, mais est enlevée. Spidey la sauve. Le High Evolutionary révèle qu'il ne s'agit pas de Gwen, mais d'une femme dont Miles Warren avait modifié la séquence génétique pour la faire ressembler à elle. |                                                                          |                          |                                  |      |
| |                                                                          |                          |                                  |      |
| 9 | (The Serpent Attacks)                                                    | Gerry Conway             | David Ross                       | 1989 |
| Spider-Man mène une enquête qui le mène sur la piste de Cloak et Dagger. Une fête est donnée en l'honneur de Mary Jane. |                                                                          |                          |                                  |      |
| |                                                                          |                          |                                  |      |
| 10 |                                                                          |                          |                                  | 1990 |
| | (Into the Microverse)                                                    | Stan Lee et Gerry Conway | Rich Buckler                     |      |
| |                                                                          |                          |                                  |      |
| | (Pale Reflection)                                                        | Glenn Herdling           | Todd McFarlane                   |      |
| |                                                                          |                          |                                  |      |
| | (The Choice)                                                             | Tony Isabella            | Ross Andru et Alan Kupperberg    |      |
| |                                                                          |                          |                                  |      |
| | (What I Did on My Summer Vacation)                                       | Tony Isabella            | Alan Kupperberg                  |      |
| |                                                                          |                          |                                  |      |
| |                                                                          |                          |                                  |      |
| 11 |                                                                          |                          |                                  | 1991 |
| |                                                                          |                          |                                  |      |

- Cet article est partiellement ou en totalité issu de l'article intitulé « Liste des épisodes de Spider-Man » (voir la liste des auteurs).